# Türkische Küche
Die türkische Küche (türkisch: Türk mutfağı) ist eine Weiterentwicklung der ursprünglichen nomadischen Kochtradition der Turkvölker durch Vermischung mit der indischen, persischen, kurdischen Küche, islamisch-arabischen Küche sowie den Kochtraditionen von Völkern des Mittelmeerraumes und des Kaukasus, zum Beispiel der armenischen und aramäischen Küche. Die Übergänge zur orientalischen Küche oder zur Balkanküche sind fließend.
Diese Vielfalt der Einflüsse entwickelte sich durch die Jahrhunderte besonders unter der Prägung der osmanischen Kultur und Lebensweise zur heutigen charakteristischen türkischen Küche. Der kosmopolitische Aspekt der osmanischen Hofküche wird wieder betont zelebriert.

## Überblick
Über die osmanische Herrschaft in Südosteuropa (in Ungarn und auf dem Balkan) wie den übergeordneten Handelsbeziehungen etablierten sich schon früh einzelne Nahrungsmittel und Zutaten wie Gewürze, Joghurt und Marzipan in Europa. 
Erste türkische bzw. osmanische Einflüsse auf die europäische Ess- und Trinkkultur im erweiterten Sinne beziehen sich auf den Kaffeekonsum und die zugehörigen Kaffeehäuser, die sich seit dem 17. Jahrhundert auch in Westeuropa etablierten. Einer der sogenannten Beutetürken, Nikolaus Strauß (türkisch ,Mehmet Sadullah Pascha', ein ehemaliger Offizier) eröffnete 1697 in Würzburg das erste Kaffeehaus. Die europäischen Vorstellungen vom geheimnisvollen, prachtvollen Orient spielen bis in die Gegenwart eine Rolle in gastronomischen Darbietungen.
Die im 19. Jahrhundert aufkommenden internationalen Kochbücher enthielten auch einige türkische Gerichte. Die regional äußerst unterschiedliche Küche des Osmanischen Reiches bzw. der Türkei wurde dabei nur reduziert wiedergegeben. Im Kochbuchklassiker Die internationale Küche (Julius Fehér, ca. 1910, zitiert nach) galt Pilaw als ähnlich typisch für das „Essen des Türken“ wie Makkaroni und Kartoffeln vorgeblich für Italiener und Deutsche. Im Zentrum standen vor allem mit Pilaw servierte Hammelfleischgerichte und Kebabs. Solche Gerichte dominierten auch das Angebot in den wenigen türkischen Restaurants, die bis in die 1960er Jahre hinein ausschließlich in Großstädten wie Berlin oder Frankfurt existierten. Diese frühen Gaststätten waren oft Gründungen professioneller Gastronomen und Akademiker, die für eine gehobene türkische und deutsche Klientel Spezialitäten anboten. Die Erfolgsgeschichte und ein vergleichsweise kontinuierlicher Einfluss wie im Falle der italienischen Restaurantküche in Deutschland war der türkischen Küche bislang versagt.
In den 1950er Jahren der Bundesrepublik wurden die sogenannten Balkangrill-Restaurants zu einem der erfolgreichsten Restauranttypen in der Bundesrepublik. Diese vermittelten zwischen der bekannten Wiener und der damals noch als exotisch empfundenen türkischen Küche. Sie boten ein zur Zeiten der Fresswelle vergleichsweise günstiges und sehr fleischlastiges Speisenangebot.
Der Erfolg des Döners und der zugehörigen Take-away Straßenverkaufs in Deutschland seit den 1970er Jahren hat die traditionelle, auf der osmanischen Palastküche basierende türkische Hochküche in den Hintergrund treten lassen. Mit türkischer Küche werden hierzulande nach wie vor die vergleichsweise einfachen Imbisslokale verbunden. Vor der Weltfinanzkrise um das Jahr 2008 gab es insbesondere in Istanbul eine Tendenz zu einer Reorientalisierung der türkischen Kochkunst und einer damit verbundenen Inszenierung der osmanischen Historie in der Gastronomie.

## Kahvaltı (Frühstück)

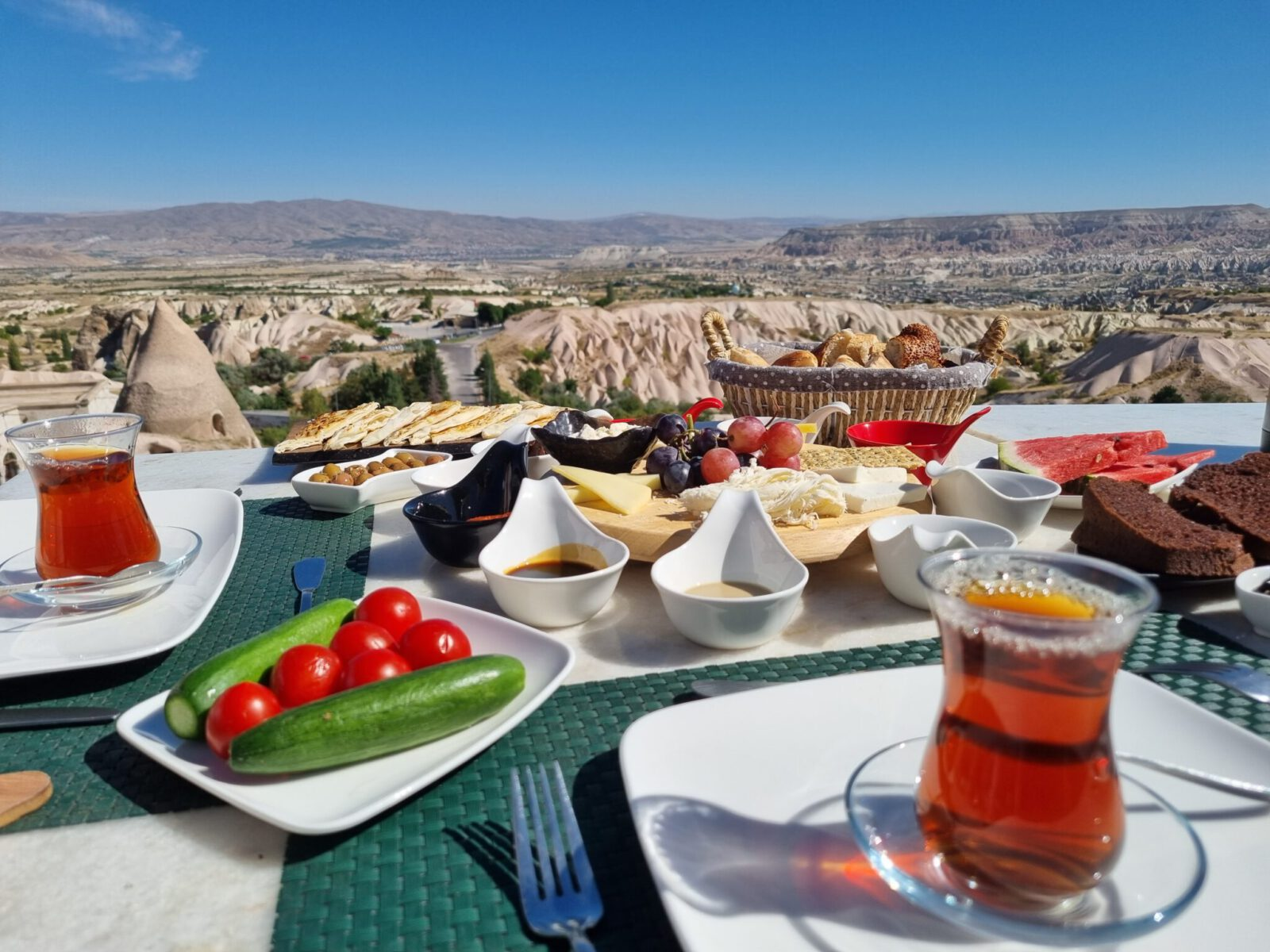
Türkisches Frühstück mit Blick aufs Tal in Kappadokien

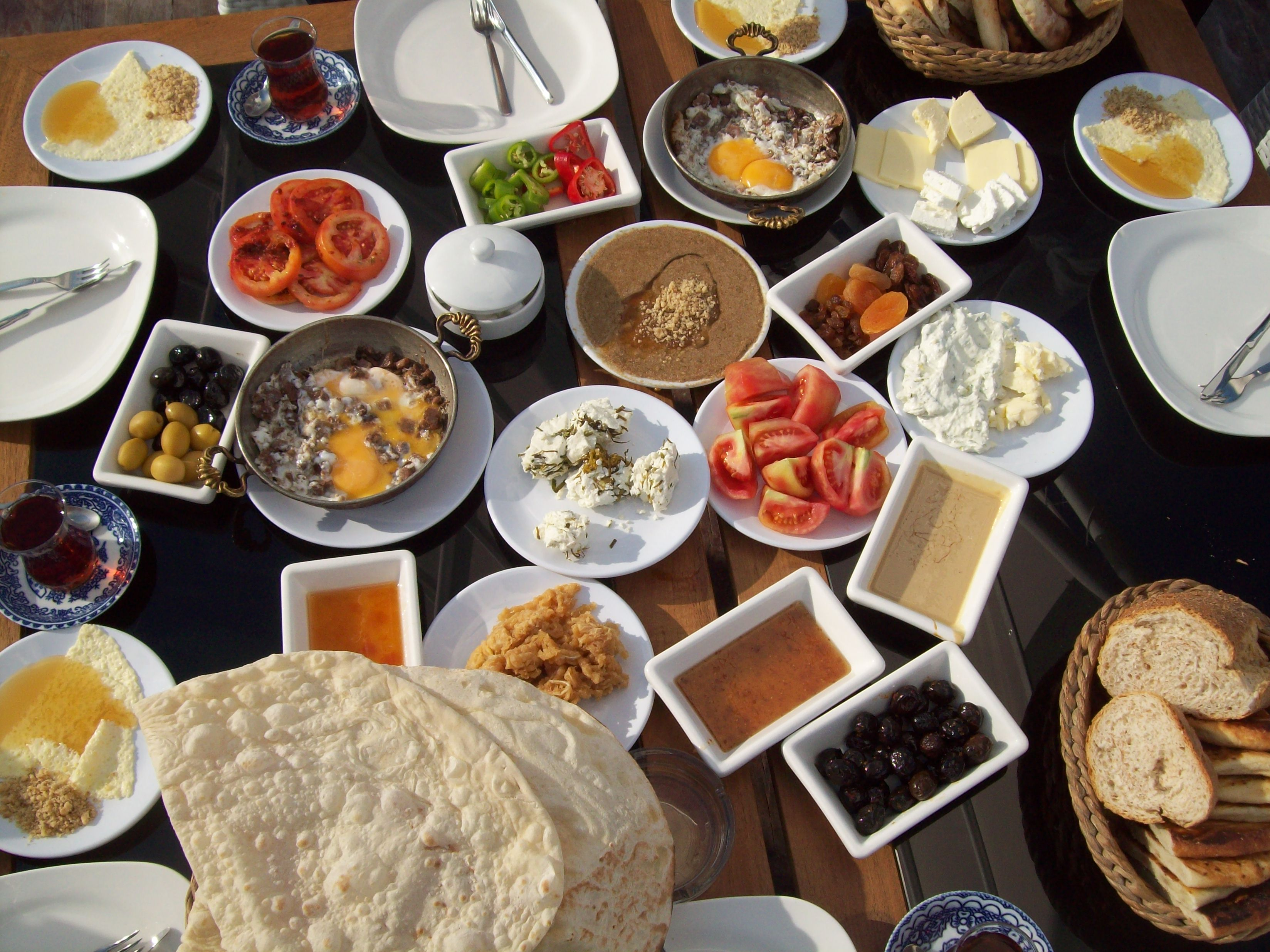
Van kahvaltısı oder Frühstück von Van.

Das türkische Frühstück kann mit Brot, Käse, Oliven und schwarzem Tee sehr schlicht ausfallen, mit frischen Salaten, Gebäck, Suppen und Eierspeisen aus der Pfanne auch opulent. Häufig bevorzugen es Türken, in Form einer „serpme kahvaltı“ zu frühstücken. Dabei werden viele verschiedene Frühstückskomponenten in kleinen Schälchen serviert. Beispiele für typische Komponenten und Erweiterungen sind:
- Açma ist ein süßliches, weiches Gebäck.
- Acuka, Cevizli Ezme oder Muhammara ist eine sehr würzige Paste hauptsächlich aus Chili, Walnüssen und Olivenöl, verfeinert mit diversen Kräutern und Gewürzen. Es wird als Brotaufstrich oder Dip verzehrt.
- Bal ist Honig, der sehr populär ist und in vielen verschiedenen regionalen Variationen angeboten wird. Dabei unterscheidet man zwischen  süzme bal (der in Deutschland bekannte normale Honig) und  petek balı (Wabenhonig).
- Beyaz Peynir ist ein Oberbegriff für Salzlakenkäse, die aus verschiedenen Milchsorten hergestellt werden. Die gängigsten Sorten sind:
  -  Bergama tulum peyniri (Ziegenkäse aus Bergama)
  -  Erzincan tulum peyniri (Ziegenkäse aus Erzincan)
  -  Ezine peyniri (Ziegenkäse aus Ezine)
  -  Tire çamur peyniri (eine Art fettiger Hüttenkäse aus Tire)
- Domates Salatası, Dies ist ein Tomatensalat mit Kräutern und Olivenöl-Essig-Dressing
- Kaşar ist ein türkischer Schnittkäse der geschmacklich mit einem milden Gouda vergleichbar ist.
- Köy Yumurtası, das Land-Ei (wörtlich: Dorf-Ei). Es steht für ursprüngliche und damit ökologische Produktion und zeichnet sich durch die kräftige Farbe des Eigelbs aus. Es wird generell auf Wochenmärkten verkauft.
- Menemen ist ein sehr populäres Gericht, in dem Tomaten, Paprika, Ei und Gewürze verrührt und leicht gegart werden.
- Pastırma ist ein Rinder-Dörrfleisch das mit einer stark gewürzten Paste ummantelt ist. Es wird zum Frühstück entweder dünn aufgeschnitten und serviert oder wie Sucuklu Yumurta mit Eiern in der Pfanne zubereitet und warm gegessen.
- Pekmez ist Traubensirup. Es wird in der Regel als Brotaufstrich verwendet. Es gibt ebenfalls viele andere Sirup-Arten, die aus anderen Früchten gewonnen werden, jedoch ist Traubensirup die gängigste Sorte.
- „Poğaça“ – Pogatschen sind runde salzige Gebäckstücke, die meistens mit Schafskäse oder Hackfleisch und Zwiebeln gefüllt sind
- Rucola
- Salam ist die türkische Mortadella. Meist wird es als Aufschnitt serviert. Es gibt auch Sorten, die mit Pistazien oder Paprika gemischt sind.
- Sigara Böreği sind dreieckige Yufka-Teigblätter, die mit Käse oder anderen Füllungen gerollt und in heißem Fett ausgebacken werden. Der Name leitet sich vermutlich von ihrer zigarrenartigen Form ab.
- Simit sind runde Sesamkringel.
- Sosis  ist die klassische Rindswurst. Geflügelwurst ist ebenfalls verbreitet.
- Sucuklu Yumurta ist Rührei mit der kräftig gewürzten Sucuk-Wurst.
- Tahin ist eine Paste aus feingemahlenen Sesamkörnern. Oft wird es mit Pekmez (Traubensirup) gemischt.
- Tereyağı  ist die türkische Nomadenbutter. Sie hat im Gegensatz zur deutschen Butter eine sahnigere, weichere Konsistenz.
- Zeytin bezeichnet in diesem Zusammenhang eingelegte Oliven.
- Zeytinyağı ist Olivenöl. Es wird wie fast alle anderen Zutaten in einem Schälchen, um es mit einem Somon-Brot zu dippen, serviert. In der Regel ist es mit etwas Thymian oder Oregano verfeinert.
- Verschiedene Marmeladensorten. Die Vielfalt bei den Marmeladen ist sehr ausgeprägt. Die gängigsten sind Erdbeer-, Sauerkirsch-, Aprikosen-, Quitten-, Pfirsich-, Brombeer-, Himbeer- sowie Rosenmarmelade.

## Çorbalar (Suppen)
Zu den gängigsten Suppen der türkischen Küche gehören:
- Ezo Gelin Çorbası (Suppe der Braut Ezo; basierend auf roten Linsen, Bulgur, Reis, verschiedenen Gewürzen und Kräutern)
- İşkembe Çorbası (türkische Version der Kuttelsuppe)
- Kelle Paça Çorbası (wörtlich Kopf-Fuß-Suppe; ist eine Suppe aus Lamm-Bäckchen, -Zunge und/oder -Hirn)
- Mercimek Çorbası (Rote-Linsen-Suppe)
- Tarhana Çorbası auch Muhacir Çorbası (Suppe aus Tarhana)
- Yayla Çorbası (wörtlich Almsuppe; ist eine Joghurtsuppe mit Minze)

Weitere, in der Türkei beliebte Suppen sind:
- Abant Çorbası ist eine Art Joghurtsuppe mit Hackfleisch, Kartoffeln und verschiedenen Kräutern
- Aşotu Çorbası, Koriandersuppe
- Badem Çorbası, Mandelsuppe
- Bakla Çorbası, Saubohnensuppe
- Balık Çorbası, Fischsuppe
- Beyran Çorbası ist eine rote Salsa-Suppe mit Reis und Lammfleisch
- Bulgur Çorbası, Bulgur-Suppe
- Çürük Çorbası ein Street Food aus Adana, enthält Teile des Hammelkopfs wie Bäckchen, Hals, Gehirn und Zunge, und wird in der Regel zum Frühstück gegessen.
- Domates Çorbası, Tomatensuppe
- Düğün Çorbası (wörtlich Hochzeits-Suppe) ist eine Suppe aus Lamm- oder Rinderbrühe. Sie stammt ursprünglich aus Yozgat wird aber aufgrund ihrer einfachen Zutaten in der ganzen Türkei zubereitet. Sie ist ein beliebtes Gericht, das vor allem in der kalten Jahreszeit regelmäßig verzehrt wird. Ursprünglich war die Düğün Çorbası das Eröffnungsgericht eines Hochzeitsfestes auf dem Land.
- Enginar Çorbası, Artischockensuppe
- Erzincan Çorbası wird mit grünen Bohnen, Hackfleisch und Nudeln zubereitet und ist eine Spezialität der Stadt Erzincan.
- Isırgan Çorbası, Brennnesselsuppe
- İzmir Çorbası, Suppe aus İzmir, welche Joghurt, Weizen, Reis, Zwiebeln, Petersilie und weitere Zutaten enthält.
- Kafkas Çorbası, Kaukasische Suppe
- Kereviz Çorbası, Selleriesuppe
- Kestirme Çorbası enthält geschnittenes Fleisch
- Kuşkonmaz Çorbası, Spargelsuppe
- Lahana Çorbası, Kohlsuppe
- Lebeniye Çorbası besteht aus Joghurt, kleinen Fleischklößchen, Reis und Kichererbsen
- Mantar Çorbası, Pilzsuppe
- Paça Çorbası (wörtlich Fußsuppe) ist eine Suppe aus Hammelfüßen
- Peskütan Çorbası ist eine Suppe aus Sivas, der mit Mehl, Zwiebeln, Linsen und Peskütan (gereifter Joghurt, der mit Mehl gekocht wird und eine harte Konsistenz hat) gekocht wird.
- Şehriyeli Çorba, Nudelsuppe
- Şiveydiz Çorbası ist eine Knoblauch-Suppe bestehend aus Fleischwürfeln, Knoblauch, Joghurt, Minze, Kichererbsen und ein diversen weiteren Zutaten
- Soğan Çorbası, Zwiebelsuppe
- Tavuk Çorbası, Hühnersuppe
- Toyga Çorbası ist eine Joghurtsuppe, welche verschiedene Kräuter, wie Pfefferminze, und Weizen enthält.
- Tutmaç Çorbası ist eine alttürkische Suppe, welche noch heute populär ist. Sie enthält Nudeln und Linsen.
- Yeşil Mercimek Çorbası ist eine Suppe aus grünen Linsen.
- Yeşil Orman Çorbası (wörtlich Grüne Waldsuppe) besteht aus Blumenkohl, Brokkoli, Erbsen, Zucchini und Zwiebeln.
- Yuvarlak Çorbası (wörtlich Runde Suppe) enthält Klößchen aus Bulgur.
- Zencefil Çorbası, Ingwersuppe

## Mezeler (Vorspeisen)

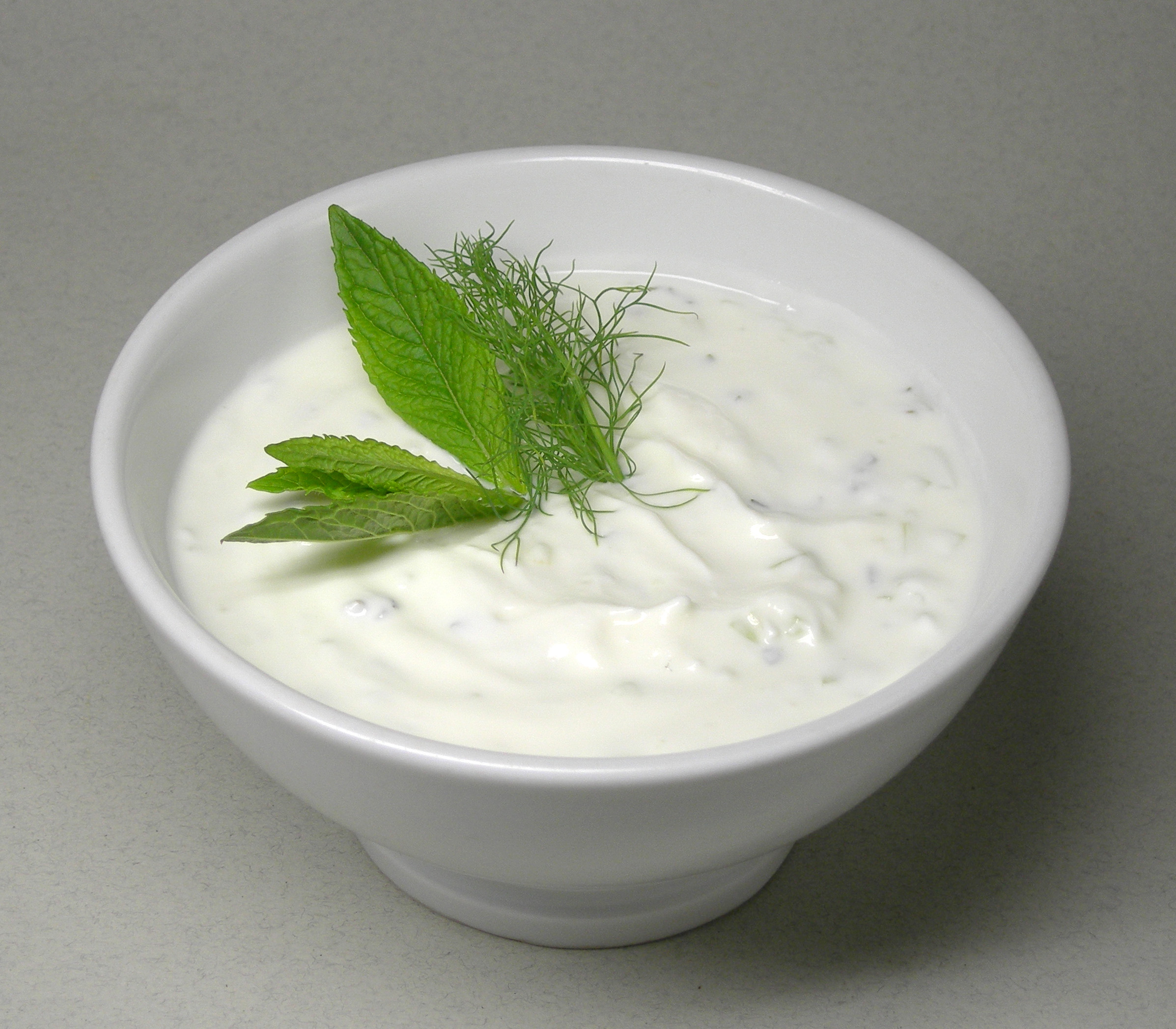
Cacık

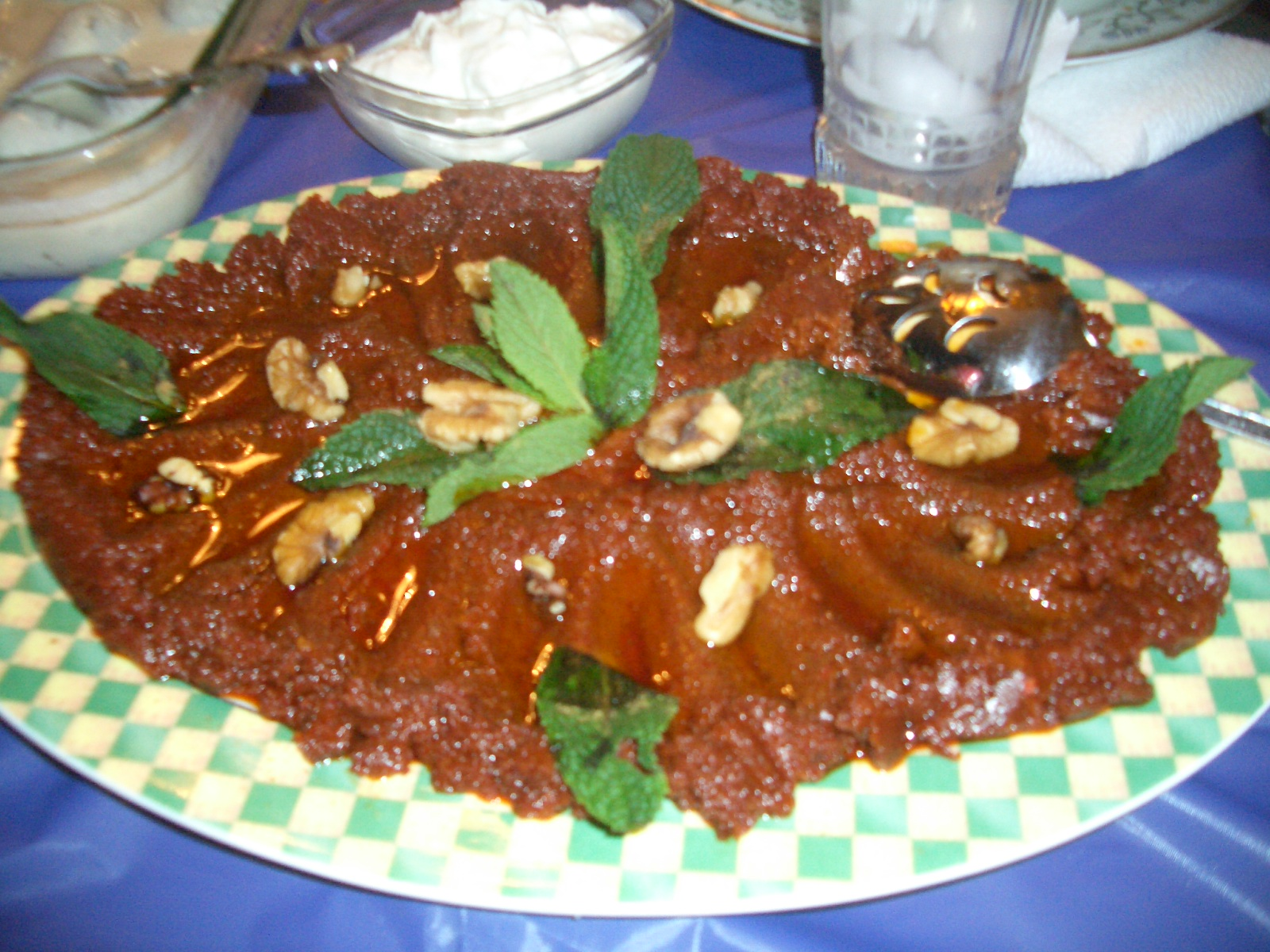
Acuka oder Muhammara

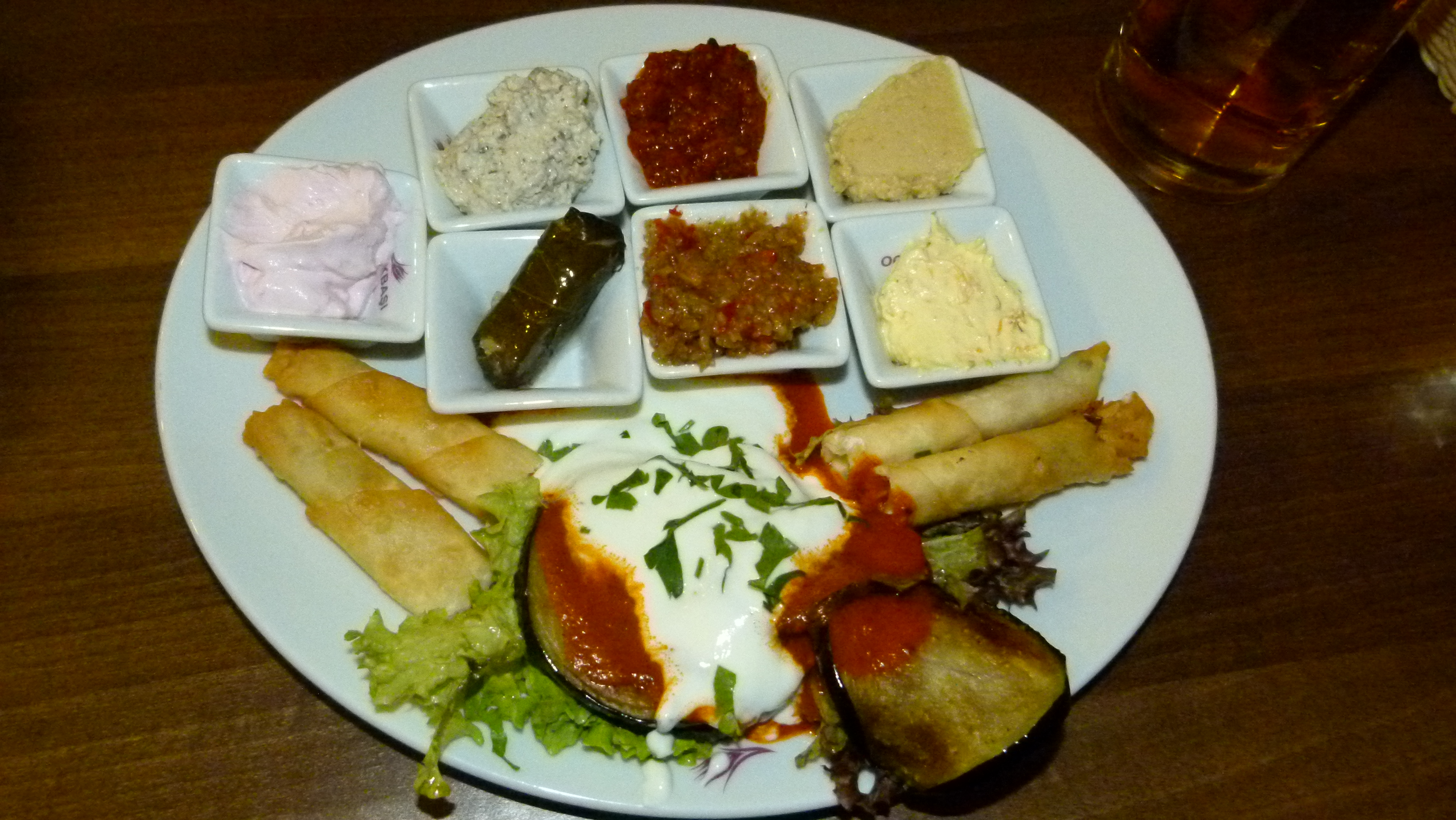
Gemischter Vorspeisenteller

Wie in vielen durch die Kultur des Osmanischen Reiches geprägten Küchen, schätzt man in der Türkei zu Getränken oder vor der Hauptspeise gereichte „Appetithäppchen“, die hier Meze heißen. Dabei unterscheidet man zwischen warmen und kalten Meze.
Zu den kalten Meze gehören verschiedene Cremes, die vorrangig aus Joghurt hergestellt werden und daher eine leichte Konsistenz haben.
Dabei findet vor allem Süzme Yoğurt Verwendung, dem durch das Abtropfen in einem Sieb (süzme) oder einem Baumwolltuch Wasser entzogen wurde und der dadurch fester, cremiger, aber mit einem Fettanteil von 10 Prozent auch reichhaltiger ist.
Sehr viele Gerichte in Olivenöl, Zeytinyağlı Meze genannt, gehören zu den kalten Meze.
Zuständig für Meze ist der sogenannte Mezeci (entspricht dem Vorspeisenkoch oder Hors d’œuvrier), der aufgrund der vielen landesweiten und regionalen Variationen lange ausgebildet wird. Daher verfügt ein guter Mezeci je nach Erfahrung meist über einen höheren Status innerhalb der Küchenbrigade.
Beispiele für kalte Meze sind:
- Acılı Ezme ist eine scharfe Paprikapaste.
- Antep Ezmesi ist eine feurig-scharfe, fruchtige Gemüse-Salsa aus klein geschnittenen roten Paprika und grünen Spitzpaprika, klein geschnittenen Zwiebeln, Paprika- und Tomatenmark, Zitronensaft, Salz, Zucker, Thymian, Blattpetersilie, etwas Pfefferminze sowie Olivenöl. Die Zutaten werden üblicherweise mit der Hand geschnitten, da die Salsa sonst eine zu wässerige Konsistenz bekommt und an Geschmack verliert. Antep Ezmesi stammt aus dem Osten der Türkei, wo auf Grund der heißen klimatischen Bedingungen salziger und schärfer als im Rest des Landes gegessen wird.
- Cacık besteht aus Süzme Yoğurt (feiner Jogurt) mit klein geschnittenen Gurken, Salz und Pfeffer sowie Zitronensaft und Olivenöl, nach Belieben auch mit Dill und Pfefferminze.
- Çiroz: Vorwiegend aus kleinen Makrelen hergestellte, an der Sonne getrocknete Fischspeise. Gehört als Vorspeise zu einer guten Rakı-Tafel.
- Deniz Börülcesi Salatası: Salicorne-Salat. Dieses Gemüse wird langsam auch in Deutschland unter seinem französischen Namen bekannt. Es handelt sich dabei um Queller, deren Ästchen blanchiert und anschließend mit einer Soße aus Olivenöl, Zitronensaft und reichlich Knoblauch angerichtet werden.
- Fava: Eine Art Püree aus dicken Saubohnen mit Dill bestreut (zumindest in der Türkei wird es kalt gegessen und aus Favabohnen zubereitet).
- Havuç Ezmesi: Creme aus fein geriebenen Möhren, Süzme Yoğurt, Zitronensaft, wenig Zucker, Salz und Pfeffer sowie etwas Olivenöl.
- Haydari: Creme aus Süzme Yoğurt, Pfefferminze, Schafskäse, wenig Zucker, wenig Zitronensaft sowie Olivenöl.
- Humus ist eine Paste aus Kichererbsen und Tahin.
- Lakerda: Das Fleisch des Atlantischen Bonitos, in Scheiben geschnitten und in Salz und Öl eingelegt.
- Mercimek Köftesi ist eine Vorspeise aus Linsen (Mercimek) in der Form von länglichen Bällchen, die auf einem Salatblatt serviert und kurz vor dem Verzehr mit Zitronensaft beträufelt werden.
- Midye Dolma sind Miesmuscheln, die mit vielfältig gewürztem (Pfeffer, Nelken, Zimt etc.) Reis gefüllt sind. Meist wird es mit etwas Zitronensaft beträufelt. Das Gericht ist in der Regel als Street-Food bekannt und hat seinen Ursprung in Izmir.
- Midye Tava sind an einem Spieß frittierte Miesmuscheln, die meist mit einer Joghurtsoße serviert werden.
- Piyaz ist eine Vorspeise aus Bohnen, Tahin und Essig. Sie stammt aus der Provinz Antalya und ist dort sehr populär. Es gibt eine weitere Version des Salats aus Bohnen ohne Tahin, die in der Umgebung Istanbuls verzehrt wird.
- Şakşuka: Salat aus Auberginen, Kartoffeln, Möhren, Zucchini, Paprika und Tomaten, mit Joghurt und Knoblauch angerichtet.
- Tarator: Diese Vorspeise, welche meist aus Gurken, Knoblauch, Dill und Olivenöl im Joghurt besteht, ähnelt Cacık, ist jedoch fester in der Konsistenz und wird daher meist als Dip serviert.
- Topik: Armenische Vorspeise, in Istanbul beliebt, eine Art Knödel aus Kartoffel- und Kichererbsenpüree mit Tahin, gefüllt mit Zwiebeln, Pinienkernen und Sultaninen, gewürzt mit Piment, Zimt und Zucker. In Wasser gekocht.
- Zeytinyağlı Barbunya: Mit Olivenöl zubereitete rote Bohnen.
- Zeytinyağlı Pırasa: Mit Olivenöl zubereiteter Lauch oder Porree mit Möhren und Reis.
- Zeytinyağlı Yaprak Dolması: Mit Olivenöl zubereitete gefüllte Weinblätter.

Beispiele für warme Meze sind:
- Arnavut ciğeri: gebratene Leber albanischer Art.
- Çerkez Tavuğu: Tscherkessen-Huhn in Walnuss-Sauce.
- Fırında Mantar: Mit zwei Sorten Käse gefüllte Champignons, mit Sauce verfeinert im Ofen überbacken.
- Karides Güveç: Garnelen, mit Tomaten, Knoblauch, Gewürzen und Butter in einer Tonschale gebacken.
- Mücver: Gemüsepuffer aus Zucchini und Dill.
- Sigara böreği: Dünne dreieckige Yufka-Teigblätter, die mit Käse oder anderen Füllungen gerollt und in heißem Fett ausgebacken werden.

Die türkische Küche zeichnet sich durch eine Auswahl an gesunden und schmackhaften Vorspeisen aus, die ein Hauptgericht ersetzen können. Zu den Vorspeisen wird frisches Brot, wahlweise Lavaş, Pide oder Weißbrot, gereicht.

## Salate
Die Salate werden meist in einer Marinade aus Olivenöl und Zitronensaft zubereitet.
- Çoban salatası („Hirtensalat“): Tomaten, Gurken, Zwiebeln und Petersilie. Die Variante mit Schafskäse und Paprika findet man sowohl in der türkischen als auch in der griechischen Küche.

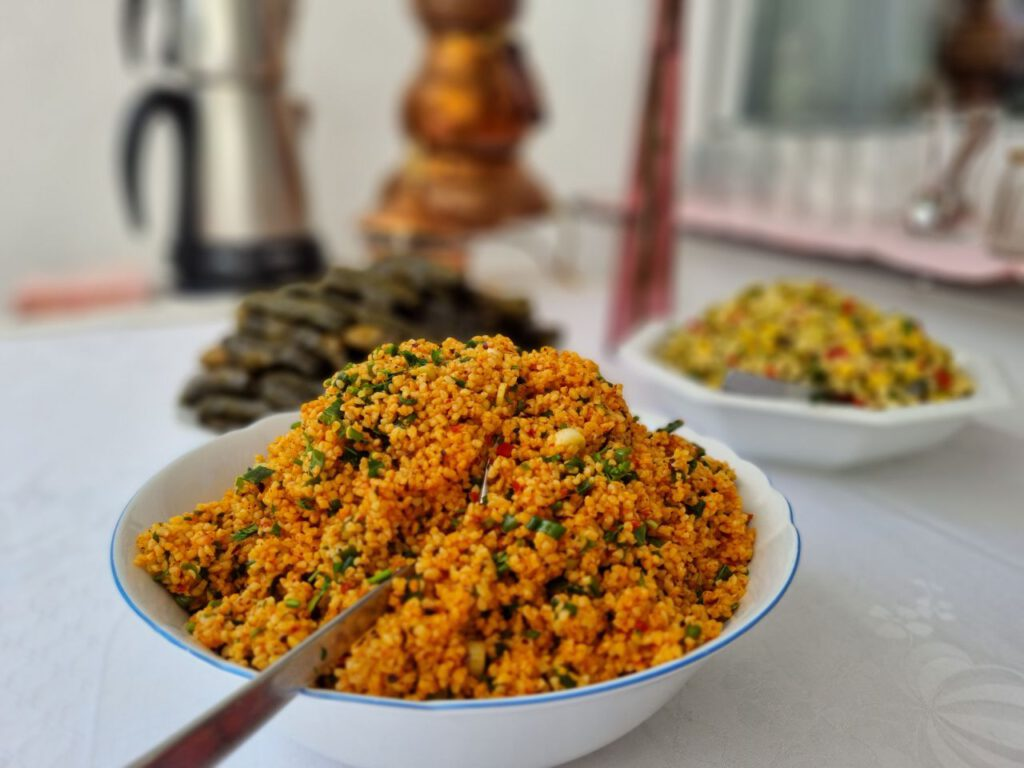
Kısırsalat

- Kısır („Bulgursalat“): Es besteht hauptsächlich aus feinem Bulgur, welchem zerkleinerte Frühlingszwiebeln, Tomaten, Petersilie, Minze, Olivenöl, Zitronensaft, Tomatenmark, Paprikamark und Gewürze wie Salz, Pfeffer und Paprikapulver hinzugefügt werden.[7]
- Patlıcan salatası („Auberginensalat“): Gegrillte oder gebackene Auberginen werden ohne Haut püriert und mit Olivenöl, zerdrücktem Knoblauch, Salz und Petersilie angerichtet.
- Roka salatası: Rauke, oft mit Stückchen gebratener Hühnerbrust zubereitet, oder lediglich mit Zitronenscheiben angerichtet. Letzteres wird häufig zu Fischgerichten serviert.
- Soğan salatası („Zwiebelsalat“): halbmondförmig geschnittene Zwiebeln, Olivenöl und Gewürzsumach. Die Zwiebeln werden geschnitten, kurz in warmem Wasser mit Zitronen eingelegt, um die bittere Note zu entziehen, abgetropft und zu Salat verarbeitet.

## Brotwaren

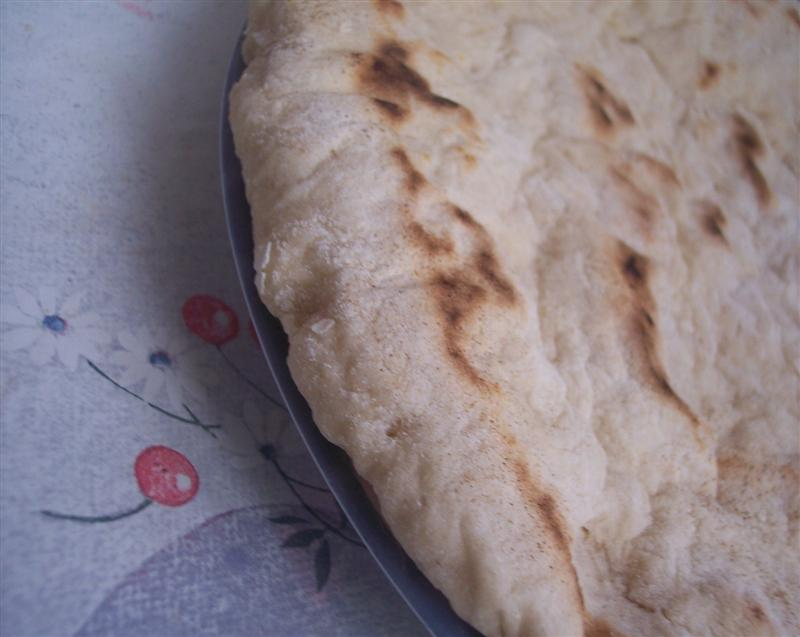
Bazlama

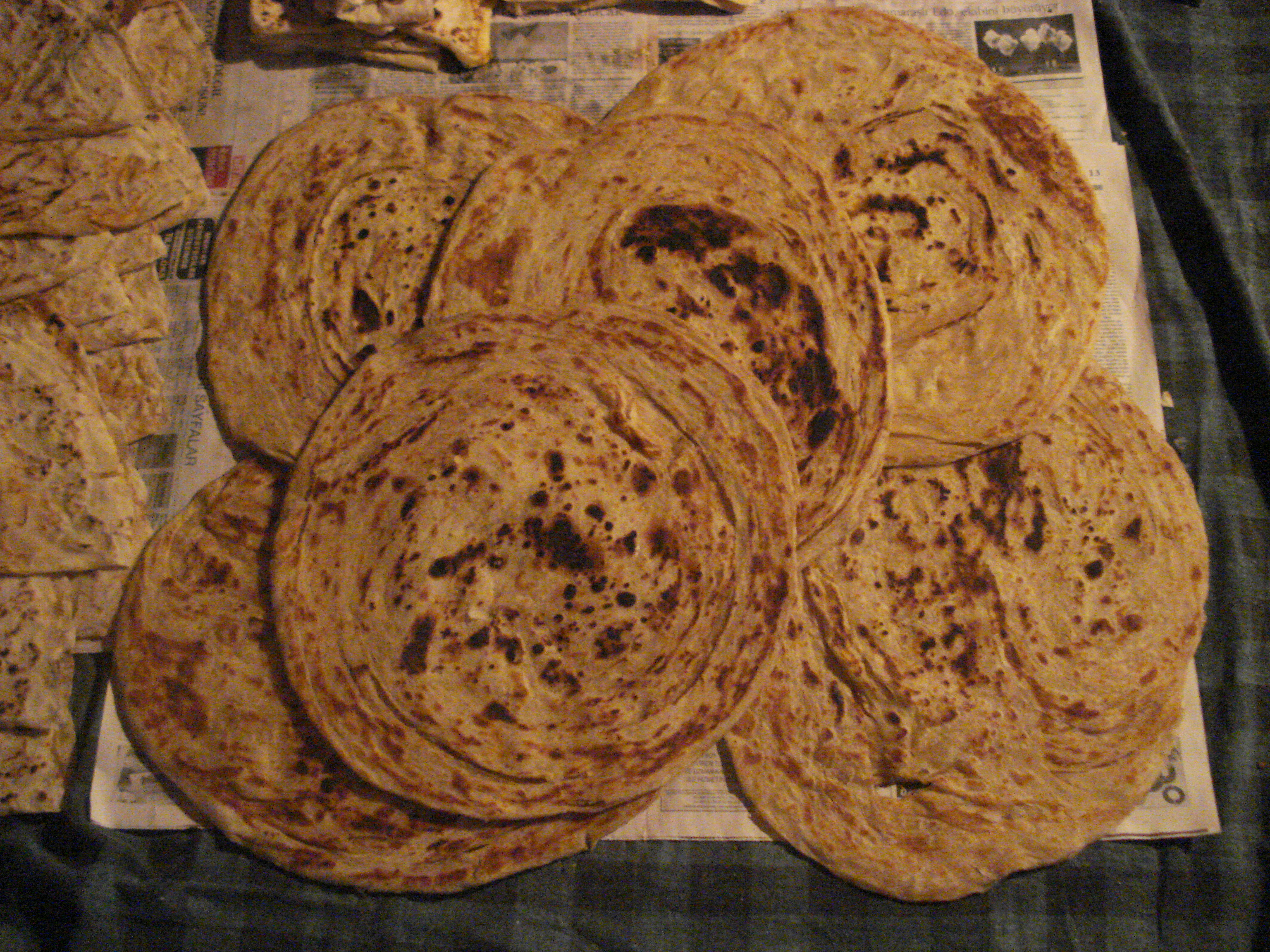
Katmer

Die türkische Küche bietet eine Vielzahl an Brotwaren, oft noch aus dem Steinbackofen. Ob im Restaurant oder Zuhause, zu jeder Mahlzeit wird Brot gereicht.
- Ekmek, das türkische Brot, ist ein leichtes Weißbrot. Graubrot (aus Hirse) oder Vollkornbrot sind weitere Brotsorten, die jedoch nicht in jedem Fırın, einer Bäckerei nach türkischer Tradition, zu finden sind, da die Nachfrage gering ist. Schwarzbrot oder Sauerteigbrot wird in vielen ländlichen Gebieten nach Hausmacherart im Lehmofen gebacken und häufig auf Wochenmärkten oder in wenigen Fırın angeboten.
  - Somun oder Çarşı Ekmeği, das Alltags-Brot (im gebildeten Türkisch Francala genannt), erinnert in Konsistenz und Geschmack an mitteldeutsche Brötchen.
  - Taş Fırın Ekmeği, das gleiche Brot, jedoch aus einem Steinofen (Taş Fırın), ist knuspriger und hat eine leicht dunklere Farbe.
  - Lavaş ist das in vielen Ländern beliebte, in der Türkei bis zu einem Meter lange Fladenbrot, das in Restaurants auf einem Holzschuber ofenfrisch zum Hauptgericht serviert wird. Charakteristisch sind die großen Teigblasen, die die Hitze des Brotes lange konservieren.
  - Bazlama bezeichnet eine Brotart, die auf einem Sac zubereitet wird. Bazlama ist beliebt, obwohl es eher ein dörfliches Brot ist, und wird auf Wochenmärkten verkauft.
  - Katmer oder Yağlı Bazlama ist ein Blätterteig-Brot, das mit viel Butter zubereitet wird und daher sehr füllend ist. Es wird eher im Haushalt zubereitet und ist seltener im Handel erhältlich.
  - Tandır Ekmeği bezeichnet die Zubereitungsart im Lehmofen. Der Teig wird dabei mit geschickten Würfen an die Wände innerhalb der Ofengrube geworfen, wo es während des Backvorgangs haftet.
  - Vakfıkebir Ekmeği ist ein großer, runder Brotlaib, dessen Teig ein wenig grober als das gewöhnliche Weißbrot ist. Das Brot ist haltbarer als das normale Weißbrot. Heutzutage in fast allen Backstuben der Städte erhältlich.
- Simit, lokal auch Gevrek genannt, Sesamkringel, die von Straßenhändlern angeboten und zu jeder Tageszeit gegessen werden.
- Pide-Ekmeği
  - Das übliche Pide/Ekmeği Ekmeği ist ein dickeres, weiches Fladenbrot aus Hefeteig, das in den meisten Lokalen angeboten wird. In Restaurants, die sich auf Pide spezialisiert haben kann man die Pide auch mit Käse, Hackfleisch und anderen Zutaten überbacken bekommen.
  - Tırnaklı Pide ist das gleiche Brot, in das vor dem Back-Prozess allerdings mit den Fingern eine andere Oberfläche geformt wird.
  - Ramazan Pidesi, generell während der Fastenzeit (Ramadan) erhältlich, ist ein Weißbrot mit Sesam in runder Form

## Hauptgerichte

### Kebap

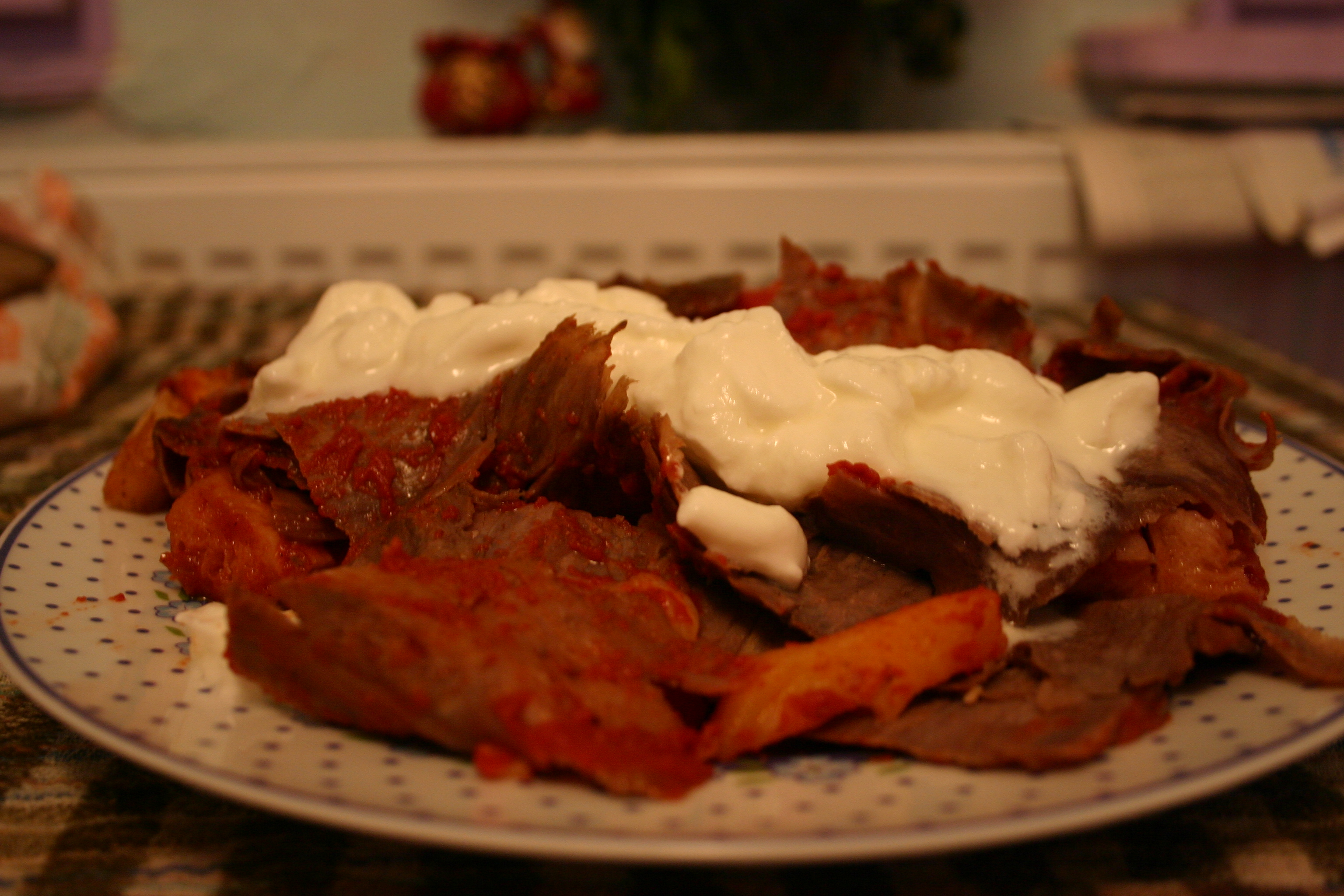
İskender Kebap

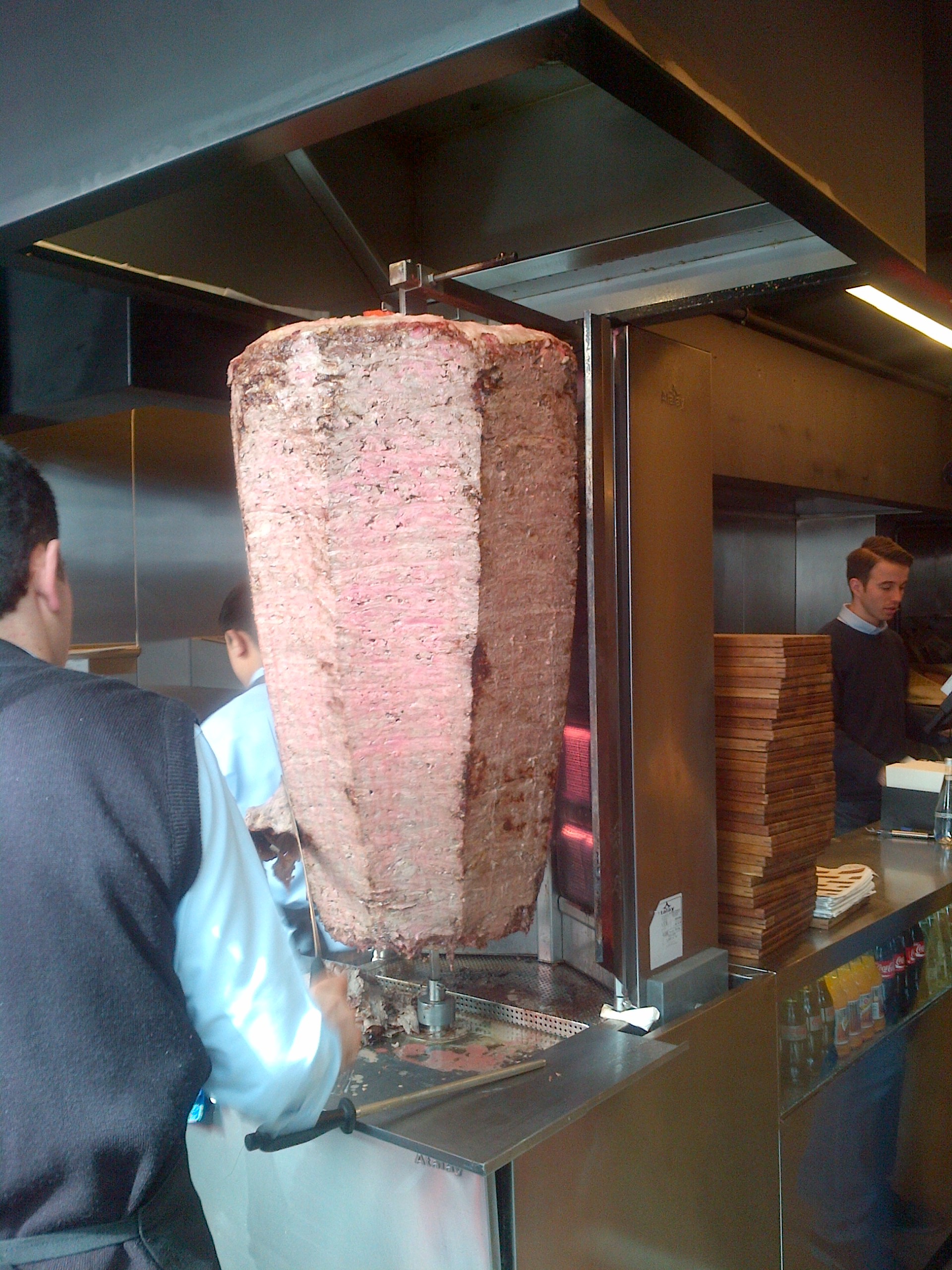
Döner gegrillt in Kadıköy, Istanbul

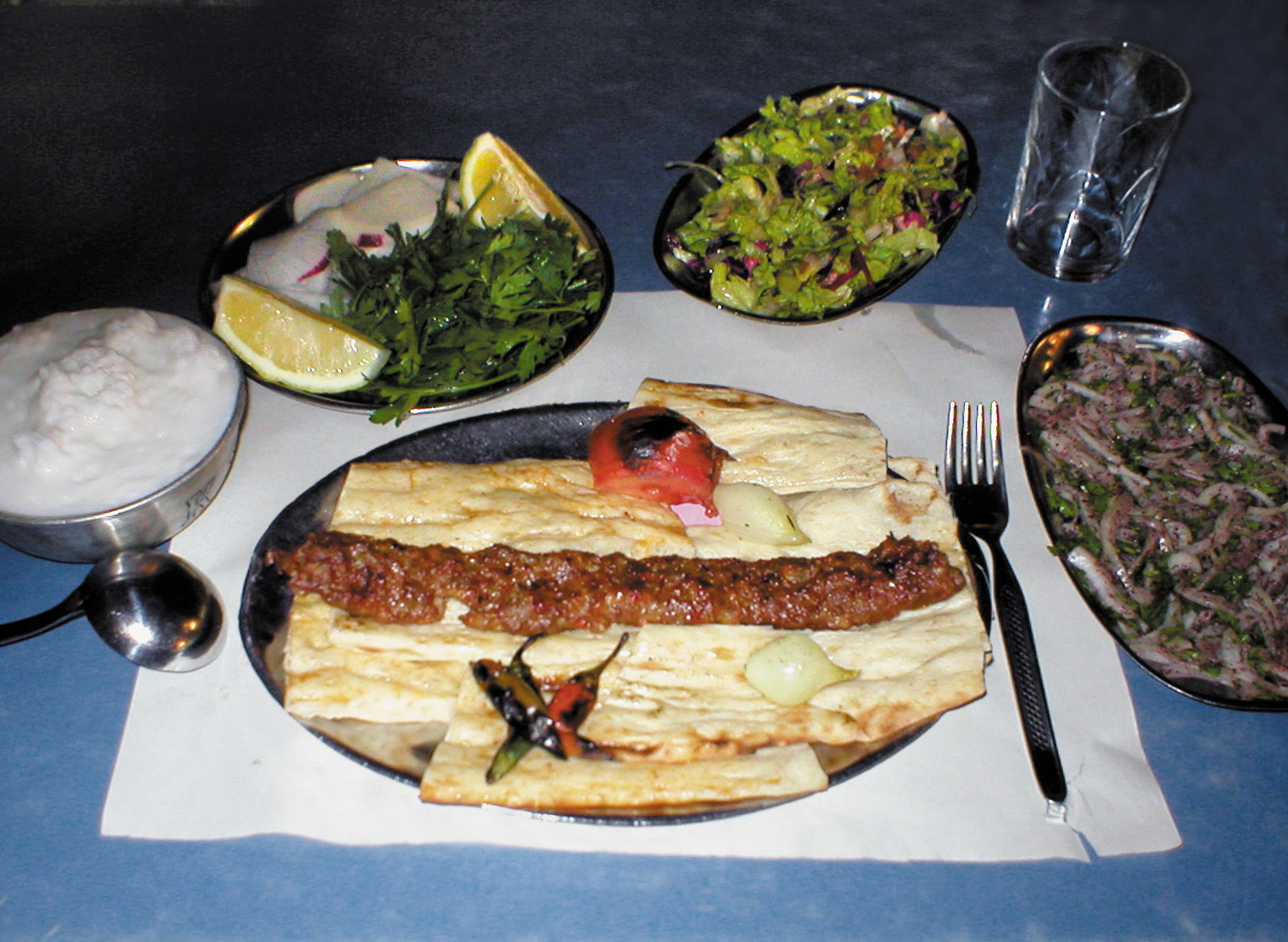
Adana Kebap mit Fladenbrot und im Uhrzeigersinn Joghurt, Petersilie, Zitrone und Rettich, Salat und mit Sumak gewürzten roten Zwiebeln.

Als Kebap wird meist gegrilltes Fleisch bezeichnet, welches in der türkischen Küche in einer Vielzahl von Speisen zu finden ist:
- Adana Kebap – Ein besonders scharf gewürztes Hackfleisch, welches am Spieß gegrillt wird.
- Alanya Kebap – Ein Gericht, das aus Rindfleisch, Fladenbrot und Tomaten besteht und mit einer scharfen Chilisoße zubereitet wird.
- Beyti Kebabı besteht aus Hackfleisch oder Lammfleisch, das auf Spießen gegrillt, in Lavaş eingewickelt und mit Tomatensauce und Joghurt serviert wird.
- Bohça Kebap - leicht gewürzte Fleischwürfel mit verschiedenem Gemüse (meist Erbsen, Tomaten und Peperoni), mit einer Art Crêpes-Teig ummantelt und Käse überbacken.
- Cağ Kebabı – ist ein lokales Kebap-Gericht aus Erzurum. Dabei wird ein abgestufter Spieß, der sogenannte cağ seitlich unter die oberste Schicht eines horizontal drehenden Kebap-Stamms gestochen und mit einem Kebap-Messer die entsprechende Portion darunter abgeschnitten. Die entstehenden Fleischspieße werden dann über dem Grill nachgebraten. Auf Wunsch wird eine Seite schwächer gebräunt; diese Variation nennt sich dann 'Tartar'. Zur Vorbereitung wird das Fleisch des Kebap-Stamms am Abend vor dessen Schichtung gesalzen, während die anderen Zutaten erst am nächsten Tag dazugegeben werden. Dadurch soll verhindert werden, dass das Fleisch durch den schwarzen Pfeffer eine dunklere Farbe annimmt und dass der Geschmack durch den verfrühten Kontakt mit Zwiebeln zu bitter wird.[8]
- Döner Kebab – Das bekannteste Kebapgericht aus der Türkei, bei dem gewürzte, gegrillte Fleischscheiben mit einem großen Messer von einem Spieß dünn abgeschnitten werden (den sogenannten yaprak, dt. Blatt; daher auch yaprak döner). Ursprünglich ist es ein Teller-Gericht, das mit Beilagen wie Reis und Salat serviert wird. In Deutschland und dem übrigen Europa hat sich mit der Zeit eine andere Form entwickelt, das als Imbiss im Rundbrot (türkisch: Tombik Ekmek) unter der Bezeichnung Döner-Tasche mit Salat und jeweiligen Saucen als Fast Food verkauft wird. In der Türkei ist diese Form, außer in den touristischen Gebieten des Landes, wenig beliebt und wird nicht überall angeboten.
  - Pilav Üstü Döner (zu deutsch: Döner auf Reis) ist die Bezeichnung für die Servierform am Tisch, im Gegensatz zu den Imbissformen zum Mitnehmen.
  - Ekmek Arası Döner (zu deutsch: Döner im Brot) ist eine Imbissvariante, bei dem die Zutaten in einem halben Somun-Brot angerichtet wird.
  - Tombik Ekmek Arası Döner - (zu deutsch: Döner im pummeligen Brot; dabei ist tombik die verniedlichte Form von tombul, zu deutsch: dick) Dabei handelt es sich um ein rundes Brot, in das die Zutaten gegeben werden. Diese Form entspricht am ehesten der im deutschen Sprachraum verbreiteten Dönertasche.
- İskender Kebap – dünn geschnittenes Lammfleisch vom Dönerspieß, das auf Tomatensoße, kleingeschnittenem Fladenbrot, und Joghurt angerichtet und nach dem Servieren am Tisch mit geschmolzener Butter übergossen wird. Spezialität der Stadt Bursa, heute aber landesweit verbreitet.
- Şiş Kebap – Ein traditioneller Grillspieß aus mariniertem Lammfleisch, Tomaten und Paprika.
- Talaş Kebabı – Kleingeschnittenes Fleisch, das nach dem Dünsten in Blätterteig gewickelt und gebacken wird.
- Urfa Kebap – Eine ähnliche Variante des Adana Kebaps, welches aber milder gewürzt zubereitet wird.

### Köfte

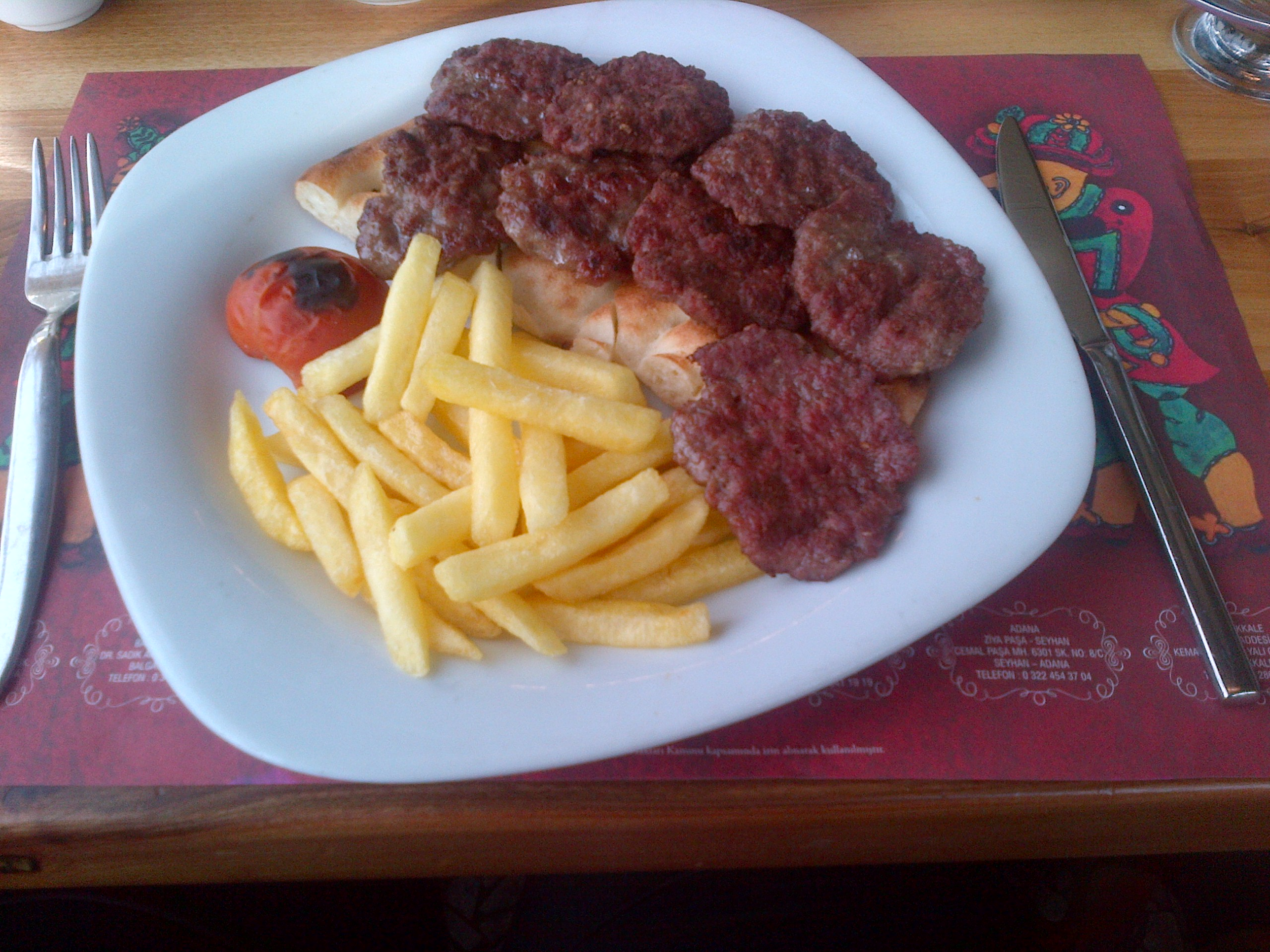
Türkische Köfte mit Pommes frîtes

Die türkischen Frikadellen (Köfte) gibt es in vielen regionalen Rezeptvarianten. Die bekanntesten sind:
- Çiğ Köfte (türkisch für „rohe Köfte“), kräftig gewürzte, rohe Hackfleischbällchen. Sie werden traditionell aus gehacktem, fettarmem Lammfleisch zubereitet. Die vegetarische Version besteht aus Weizen, Tomatenmark, gemahlenen Chilischoten und anderen Gewürzen.
- Kuru Köfte, die klassischen Brat-Frikadellen aus Hackfleisch, Brot, Zwiebeln, Pfeffer, Pul Biber (grober, scharfer Paprika), Kreuzkümmel, Salça (Tomaten- oder Paprikapaste) und Petersilie.
- İçli Köfte, die türkische Version der in Vorderasien weit verbreiteten Kibbeh, sind etwa handtellergroße Bulgurtaschen, die mit angebratenem, gewürztem Hackfleisch gefüllt werden. Sie können auf zwei verschiedene Arten zubereitet werden. 1. In der Region Adana-Mersin werden sie zur Halbkugel geformt und gekocht. Diese Art sollte direkt nach der Zubereitung serviert werden, weil die Bulgurtaschen einem höheren Risiko des Auseinanderfallens ausgesetzt sind.  2. Im Südosten der Türkei haben İçli Köfte die Form eines Footballs und werden nach der Füllung in siedendem Fett frittiert. Dabei wird die Füllung gelegentlich auch mit Walnüssen versehen. Diese Art der Zubereitung eignet sich besser für den Straßenverkauf, weil die Bulgurtaschen fester sind als in der anderen Art und so lange vor dem Servieren zubereitet werden können. İçli Köfte werden auch mit Joghurt serviert. Außerdem werden sie vor dem Verzehr mit Zitronensaft beträufelt. İçli Köfte sind landesweit beliebt und eher nicht einer einzelnen Region zuzuordnen.
- İnegöl Köfte, Walzenförmige Frikadellen nach regionaler Rezeptur aus dem Landkreis Inegöl in der Provinz Bursa.
- İzmir Köfte oder Sulu Köfte aus den Zutaten Hackfleisch, Pfeffer und Pul Biber, zubereitet mit Kartoffeln, Tomaten und Peperoni entweder im Topf, im Ofen oder im Ton-Schmortopf.
- İznik Köfte, im Geschmack und der Konsistenz den İnegöl Köfte ähnliche, runde Frikadellen, die in der Region İznik und Yalova angeboten werden.
- Kadınbudu Köfte (wörtlich: Frauenschenkel-Frikadellen) werden etwas größer als die anderen Köfte-Arten zubereitet und beinhalten neben den Zutaten Hackfleisch, Zwiebeln, Ei, Pfeffer und rotem Chili auch Reis.
- Tekirdağ Köfte, ebenfalls walzenförmige Frikadellen nach regionaler Rezeptur aus der Provinz Tekirdağ im europäischen Teil der Türkei.

Auf Grundlage des weichen Pide-Ekmeği wird Pide als Hauptmahlzeit hauptsächlich in folgenden Variationen angeboten:
- Ispanaklı Pide, mit Spinat
- Kaşarlı Pide, mit Kaşar-Käse
- Kıymalı Pide, mit Hackfleisch
- Kuşbaşılı Pide, mit Lammfleisch in kleinen Würfeln in der Größe von Vogelköpfen (Kuşbaşı = Vogelkopf)
- Pastırmalı Pide, mit dem klassischen Dörr-Schinken Pastırma
- Patatesli Pide, mit Kartoffeln
- Peynirli Pide, mit Ziegenkäse
- Sucuklu Pide, mit der kräftig gewürzten Rohwurst Sucuk
- Yumurtalı Pide, mit Ei

### Pilavlar (Reisgerichte)

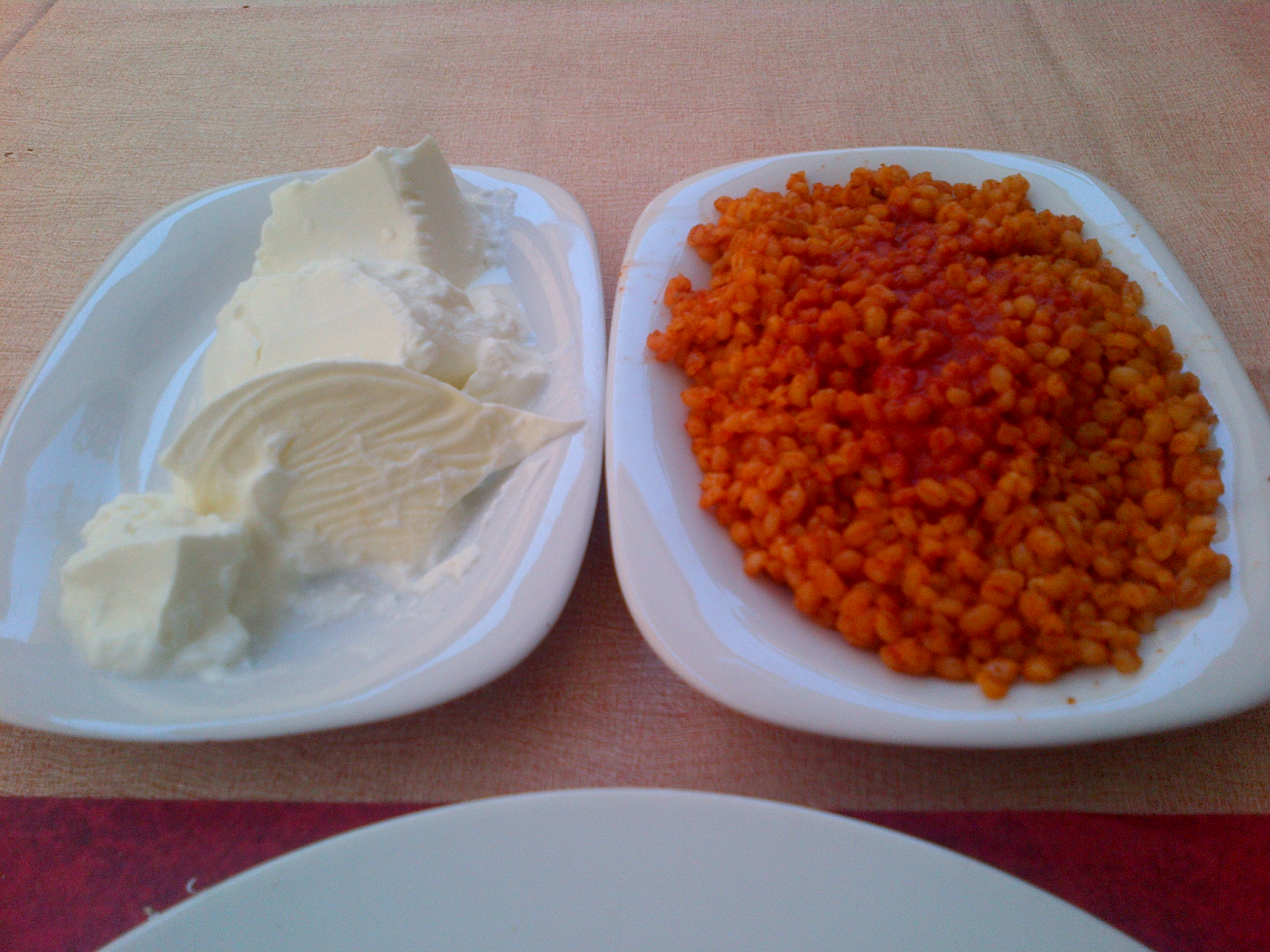
Bulgur pilavı und yoğurt

Pilav (oder auch Pirinç Pilavı) bezeichnet die servierfertige Form von Reis, im Gegensatz zum unverarbeiteten Pirinç. Reis wird sehr oft und in vielen verschiedenen Variationen verwendet. Einige davon sind:
- Bulgur Pilavı ist ein Gericht aus Bulgur-Weizen.
- Domatesli Pirinç Pilavı ist Reis mit Tomaten.
- İçli Pilav ist ein Reisgericht, bei dem Zwiebeln, Leber, Pinienkerne und Sultaninen mitgekocht werden, raffiniert gewürzt mit Dill, Zimt und Piment.
- Meyhane Pilavı besteht aus Bulgur-Weizen mit Gemüse, Tomaten, Paprika, Zwiebeln, schwarzem Pfeffer und rotem Chili (Pul Biber).
- Nohutlu Pilav ist Reis mit Kichererbsen.
- Pilav Üstü Kuru Fasulye ist ein Eintopf aus weißen Bohnen auf Reis.
- Pilav üstü tavuk oder auch Tavuklu Pilav bezeichnet Hühnchen (mundgerecht zerkleinert) auf Reis.
- Sade Pilav ist einfach gekochter Reis als Beilage.
- Sebzeli Pilav ist Reis mit verschiedenem Gemüse vermischt.
- Şehriyeli Pilav
  - Şehriye sind gebräunte Nudeln, die dem Reis untergemischt werden.
  - Erişte bezeichnet hausgemachte Şehriye.
  - Arpa Şehriye sind gebräunte Nudeln in der äußeren Form von Gerstenkörnern und heißen dementsprechend Arpa Şehriye, also Gersten-Nudeln.

### Weitere Hauptgerichte

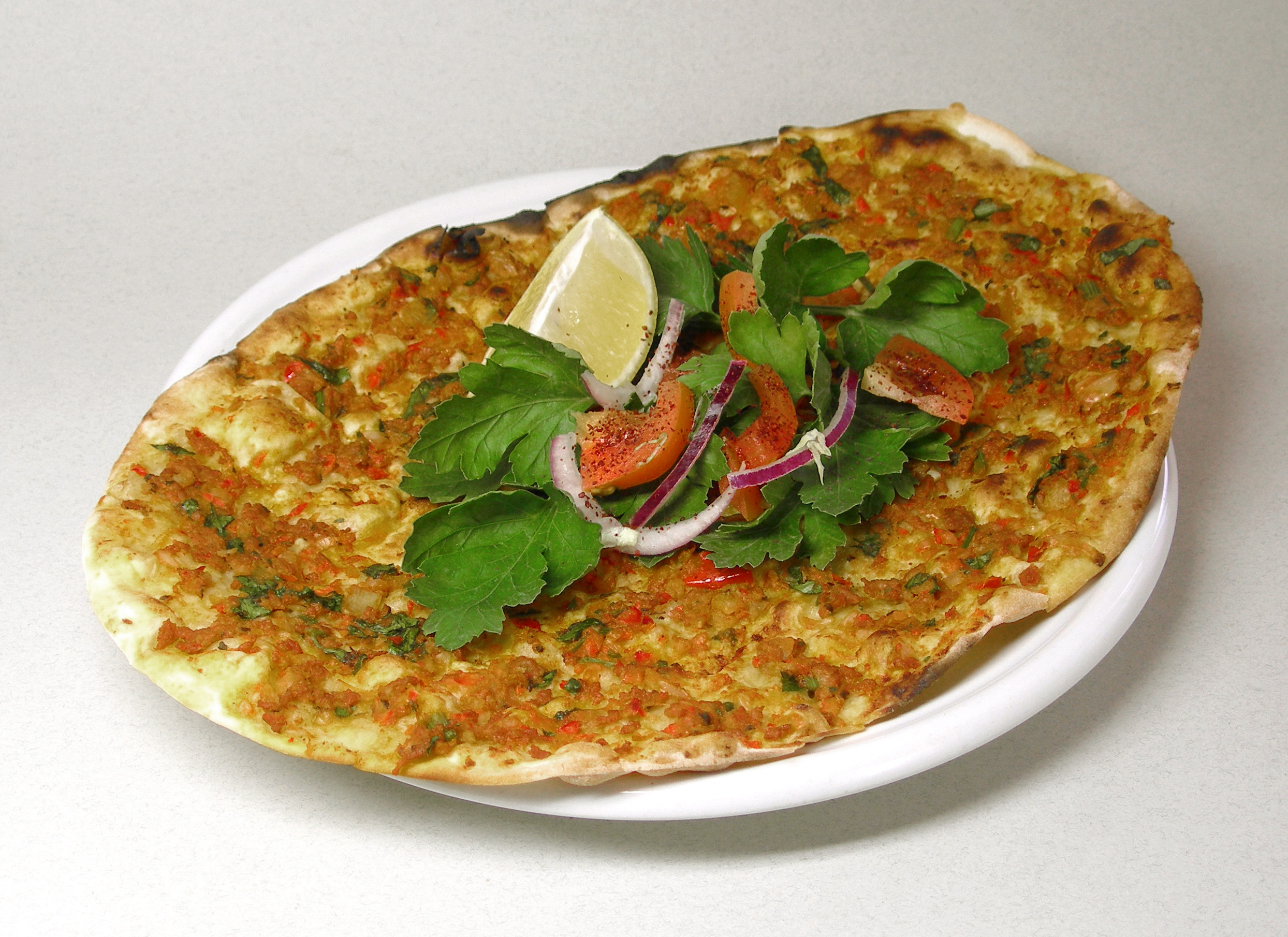
Lahmacun mit Beilagen

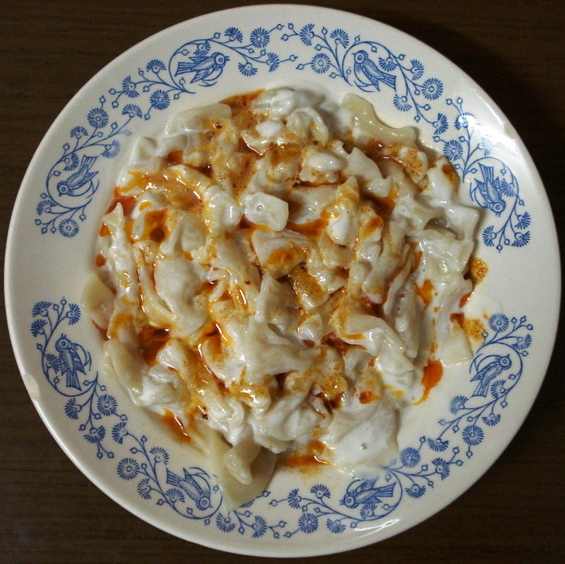
Verzehrfertige Mantı mit Joghurt und Paprika-Butter-Sauce

- Alinazik sind Auberginen, die mit einem Püree aus Joghurt, Knoblauch, Gewürzen und Rind- bzw. Lammfleisch gefüllt, und mit ausgelassener Butter und Paprika übergossen werden.
- Bamya, ein Gericht aus Okra-Gemüse.
- Biber Dolması sind gefüllte Paprika.
  - Etli Biber Dolması sind unter anderem mit Hackfleisch gefüllt und werden mit einer eigenen Soße oder mit Joghurt serviert.
  - Zeytinyağlı Biber Dolması „mit Olivenöl zubereitete gefüllte Paprika“, beinhalten eine in Olivenöl angebratene Füllung aus Reis, Pinienkernen, Sultaninen und Zwiebeln, raffiniert gewürzt mit Dill, Zimt und Piment.
- Börek ist eine türkische Variante eines Auflaufs oder Strudels aus Yufka-Teig mit einer würzigen Füllung aus Hackfleisch, Schafskäse, Spinat oder anderem Gemüse und Petersilie.
- Gözleme sind dünne, meist würzig gefüllte Fladenbrote aus Yufka-Teig. Gözleme wird eher in Haushalten oder auf Wochenmärkten zubereitet. Die gängigsten Varianten sind:
  - Ispanaklı Gözleme, mit Spinat.
  - Kıymalı Gözleme, mit Hackfleisch.
  - Patatesli Gözleme, mit Kartoffeln.
  - Peynirli Gözleme, mit Ziegenkäse.
- Hamsi ist eine Sardellen-Art (Engraulis encrasicolus), die für den türkischen Markt im Schwarzen Meer gefangen und in den Wintermonaten als günstiges und sehr populäres Essen konsumiert wird. Dazu wird der Fisch ausgenommen, in Mehl paniert und in der Pfanne gebraten (Hamsi Tava). Die häufigste Servier-Form ist mit Salat im Brot (Ekmek Arası Hamsi).
- İmam bayıldı ist ein Gericht aus gefüllten Auberginen.
- Kavurma sind alle Arten von geschmortem Fleisch oder Gemüse, in touristischen Gegenden auch als Osmanische Pfanne angeboten.
- Keşkek ist eine zeremonielle Speise, die bei religiösen Festlichkeiten serviert wird, ebenso bei Hochzeiten und Beschneidungen. Geschälte Weizenkörner werden in großen Töpfen mit Lammfleischstücken am Knochen und Butter gekocht, Zwiebeln und Gewürze kommen hinzu. Die Zubereitung ist eine Gruppenaktivität, häufig mit Musikbegleitung. So werden die Stärksten herangezogen, die kochende Mischung mit Fleischhämmern zu bearbeiten. Keşkek ist mit vielen Begriffen und Sprichworten in der türkischen Sprache vertreten und wurde 2011 in die UNESCO-Liste des immateriellen Kulturerbes der Menschheit aufgenommen.[9]
- Kokoreç – würziges Grillgericht aus Lamm-Därmen.
- Kızartma heißen in Öl frittierte Gerichte, zumeist werden Gemüse wie Paprika, Auberginen, Zucchini verwendet.
- Kuru Fasulye ist ein Eintopf aus weißen Bohnen und wohl eines der typischsten und populärsten türkischen Gerichte.
- Kuzu Çevirme ist Lamm, das am Spieß im Ganzen über dem Feuer gebraten wird.
- Kuzu Tandır ist Lamm, das im Lehmofen geschmort wird.
- Lahmacun, auch türkische Pizza genannt, ist ein Imbiss aus dünnem Fladenbrot mit Hackfleisch, feingehacktem Gemüse und Gewürzen. Lahmacun wird meistens in den Variationen „scharf“ und „normal“ angeboten. Lahmacun werden nach dem Servieren meist mit Petersilie und einigen Tropfen Zitrone versehen, um dann vor dem Verzehr aufgerollt zu werden. Diese Rolle wird dann mit der Hand gegessen.
  - Fındık Lahmacun (wörtlich „Haselnuss-Lahmacun“, wobei „Haselnuss“ in der Bedeutung von „Mini“ steht) ist die kleinere Variante.[10]
  - Kayseri Yağlaması (wörtlich „Kayserier Geöltes“) ist eine Art Lahmacun aus der Region Kayseri, bei der jedoch dünneres Fladenbrot, das sogenannte Şebit, verarbeitet wird und das Hackfleisch wesentlich fettiger ist. Die Fladen werden dabei übereinander gestapelt, so dass auch die Unterseiten mit Öl in Verbindung kommen. Vor dem Verzehr wird die oberste Schicht mit Knoblauch-Joghurt bestrichen und dann serviert.[11]
- Mantı – kleine gefüllte Teigtäschchen (Ravioli ähnlich), die erst mit Joghurt übergossen und anschließend mit einer Soße aus ausgelassener Butter und Pul Biber serviert werden.
- Patlıcan Musakka ist ein Auberginen-Moussaka.
- Şırdan ist ein Gericht aus mit Reis und Hackfleisch gefülltem Labmagen vom höchstens einjährigen Schaf, das der Region Adana zugerechnet wird.
- Türlü ist die türkische Form des Ratatouille.
- Yaprak Sarma sind gefüllte Weinblätter, die Füllung besteht aus Reis und Hackfleisch.
  - Etli Yaprak Sarma sind mit Reis und Hackfleisch gefüllt und werden mit einer eigenen Soße oder mit Joghurt serviert.
  - Zeytinyağlı Yaprak Sarma „mit Olivenöl zubereitete gefüllte Weinblätter“, beinhalten eine in Olivenöl angebratene Füllung aus Reis, Pinienkernen, Sultaninen und Zwiebeln, raffiniert gewürzt mit Dill, Zimt und Piment.

## Gemüse
- Biber, also grüne und rote Peperoni, gibt es als scharfe oder milde Variante. Je kräftiger die Farbe der grünen ist, umso schärfer sind sie. Die milden hellgrünen bis gelblichen Spitzpaprika Çarliston biber werden als Gemüse oder Salatbeilage verwendet. Zum Würzen wird getrockneter, grob gemahlener Pul Biber verwendet, dessen besten Sorten aus Urfa und Adana kommen.
- Enginar, Artischockenböden, in Orangensaft und Olivenöl mit einer Füllung aus Erbsen, Karotten und Kartoffeln geschmort.
- Ispanaklı Çılbır: Verlorene Eier auf Spinatgemüse.
- Kuzu Etli Bamya: Okra-Schoten mit Lammfleisch, mit Zwiebeln und Tomaten in Öl geschmort.
- Pastırmalı Kapuska: Mit würzigem Rinderschinken verfeinertes Weißkraut.
- In Salz und Essig eingelegtes Gemüse, wie Gurken, Kohl, Aubergine, Möhren und Peperoni, sind eine beliebte Beilage, siehe auch Turşu.
- Zeytin, Oliven werden in den verschiedensten Sorten und Qualitäten angeboten. Zu einem typisch türkischen Frühstück gehören die schwarzen salzigen Oliven.
- Zeytinyağlı Kabak Çiçeği Dolması: Mit in Olivenöl angebratenem Reis und Zwiebeln gefüllte Zucchiniblüten. Gewürzt mit Pfefferminze, Petersilie, Dill und Pfeffer.
- Zeytinyağlı Taze Fasulye: Mit Zwiebeln und gewürfelten Tomaten sowie Knoblauch in Olivenöl angebratene und gekochte grüne Bohnen.

## Dessert und Süßwaren

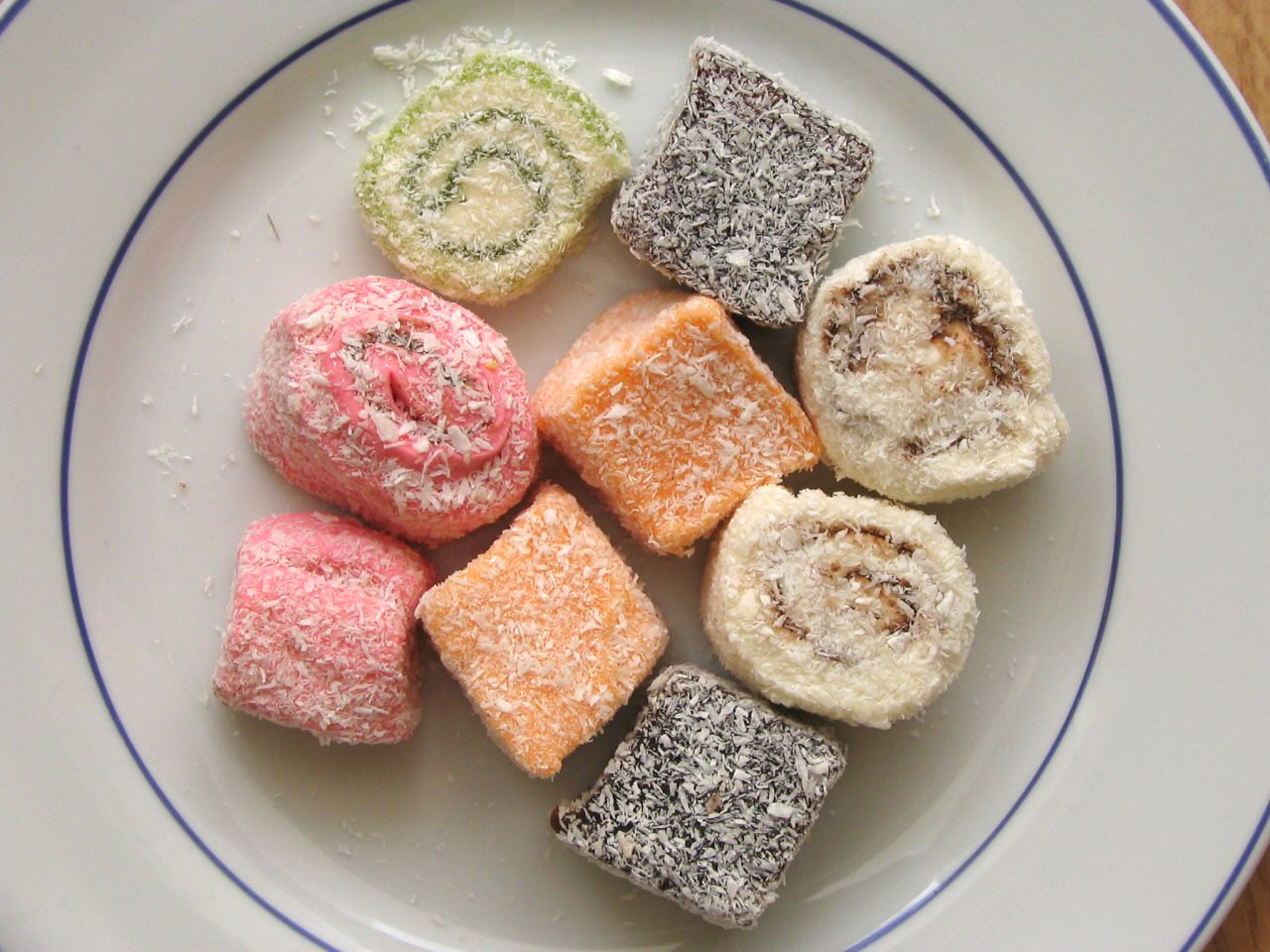
Lokum

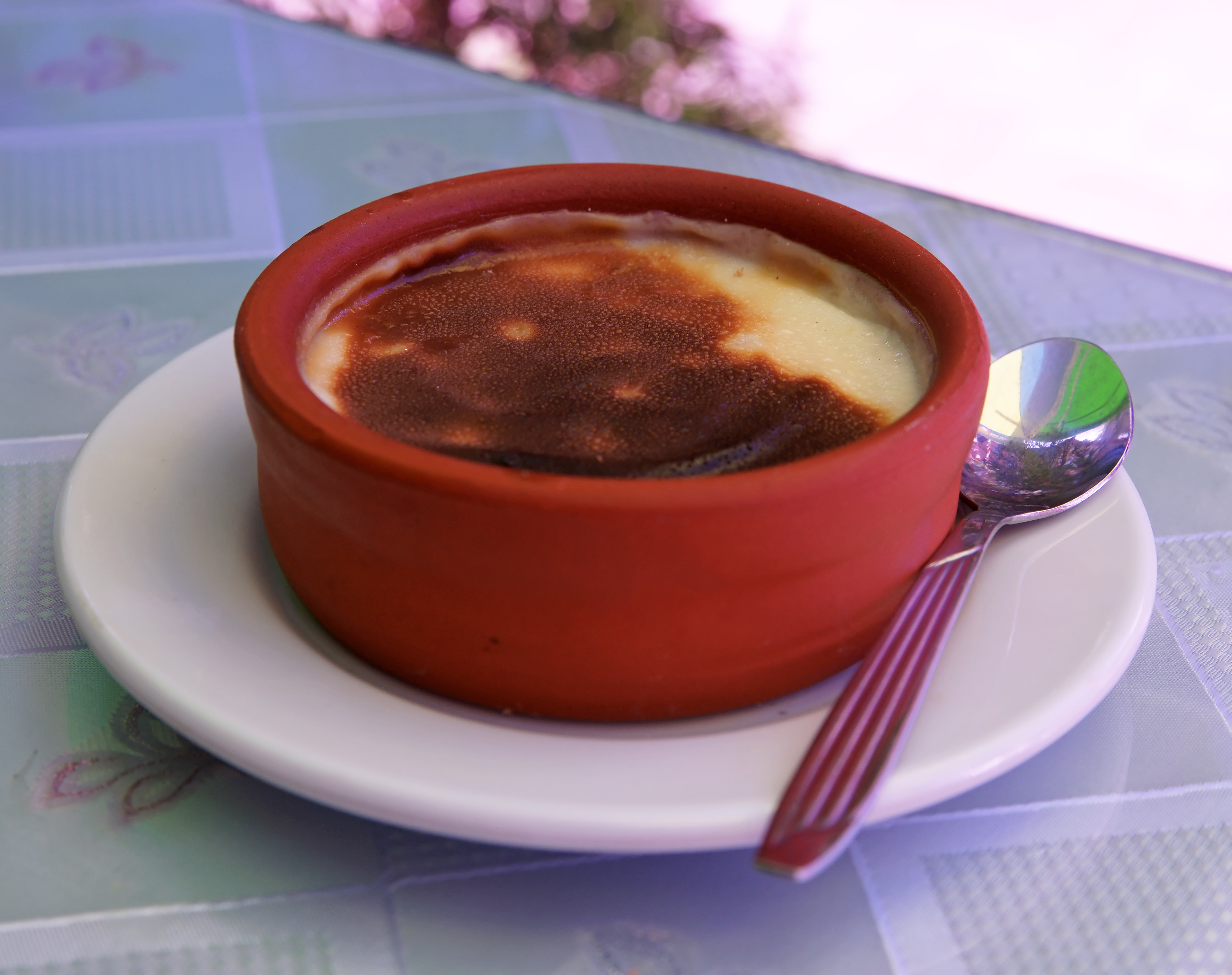
Sütlaç aus dem Ofen

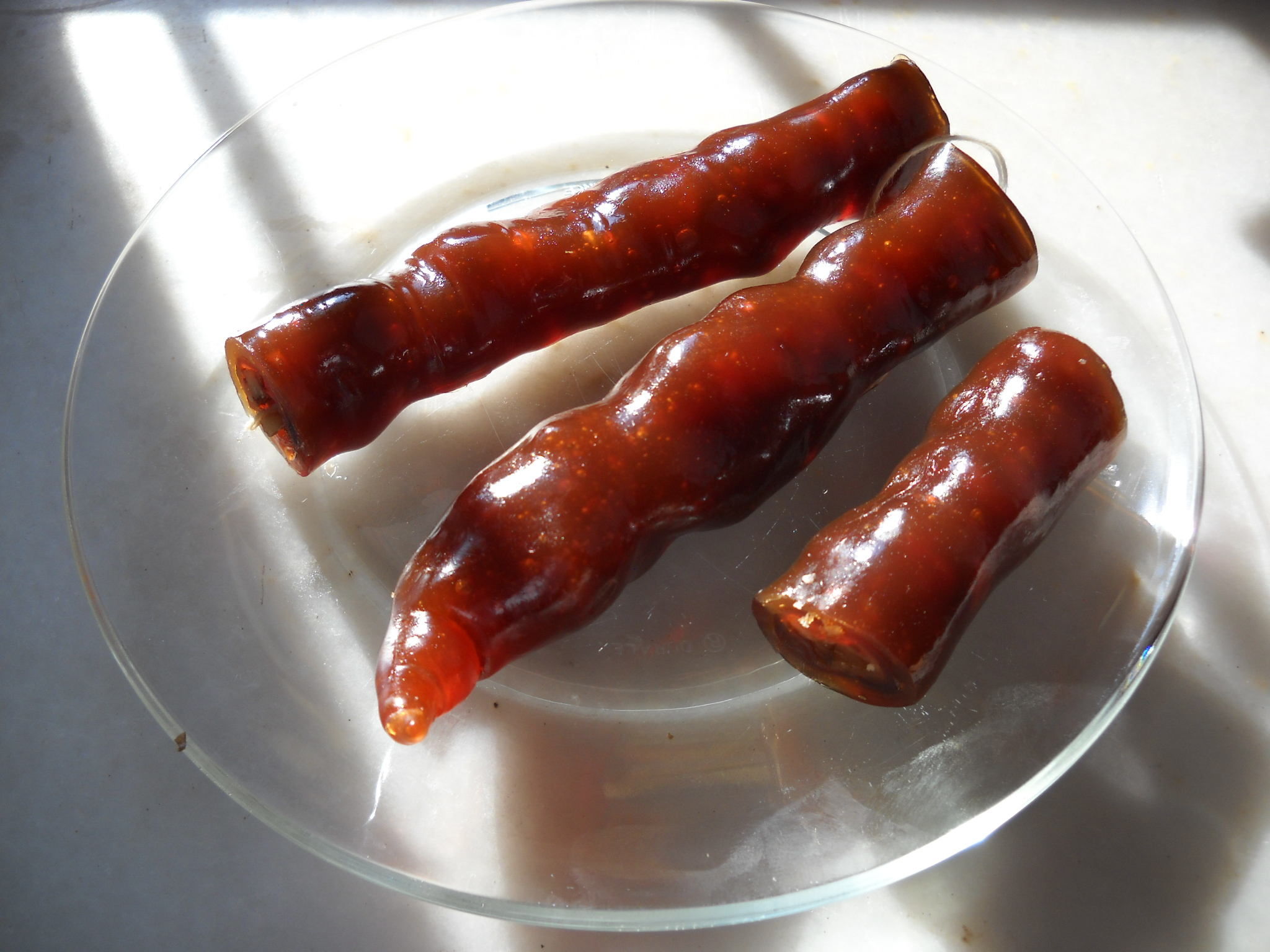
Cevizli Sucuk oder Maraş Sucuğu

- Aşure: Eine aus Weizenkörnern, Zucker, Bohnen, Kichererbsen, gehackten Nüssen und Trockenobst hergestellte süße Suppe, die heiß oder kalt serviert werden kann.
- Ayva Tatlısı: Halbe Quitten, die in Sirup gekocht und kalt mit Kaymak, einer Art Milchrahm gereicht werden.
- Baklava: In Sirup getränkte Süßspeise, die aus dünnem Teig hergestellt wird und Pistazien oder Nüsse enthält. - Ähnlich, aber unterschiedlich in Form und Konsistenz, sind Söbiyet, Fistikli Dürüm, Kadayif oder Künefe (letzteres mit Käsefüllung, heiß serviert).
- Cevizli Sucuk (auch Maraş Sucuğu, Bandırma Sucuğu, Şeker Sucuk) ist eine Spezialität in verschiedenen Regionen des Landes. Dabei werden geschälte Walnüsse, Haselnüsse, Mandeln oder Pistazien auf eine Schnur gezogen. Diese Schnur wird dann wiederum mehrmals in eine Flüssigkeit getaucht, die aus Zucker, Wasser, Pekmez (eingedickter Traubenmost) hergestellt wird. Sobald der Überzug getrocknet ist, ist die Süßigkeit verzehrfertig.
- Cezeriye: Eine Süßspeise aus Karotten, Zucker, Walnuss, Kokosnuss und Bergamotte-Essenz. Es ist typisch für die Region Mersin und Adana und hat die Konsistenz von hartem Honig oder Karamell.
- Ekmek kadayıfı (auch Kaymaklı Saray Ekmeği, wörtlich Palastbrot mit Rahm), ist ein aus Afyonkarahisar stammendes Dessert der türkischen Küche. Es besteht aus Erdnüssen oder Walnüssen in Teig, der mit Sirup übergossen und gekocht wird. In der Regel wird er mit Kaymak oder Eiscreme garniert.
- Güllaç: Ein Dessert aus Milch, Rosenwasser, Reisblätterteig und Granatapfel, das wegen seiner leichten Verdaulichkeit traditionell besonders im Fastenmonat Ramadan serviert wird.
- Helva: Aus Sesammus und Zucker bestehende Süßigkeit, oft mit Kakao-Zusatz.
- Hoşaf: Kaltschale aus gedörrtem Obst.
- İrmik Helvası ist eine Nachspeise aus Grieß (İrmik), Butter und Zucker.
- Kabak Tatlısı: Ein Dessert aus gekochtem Kürbis mit grob gemahlenen Nüssen oder Mandeln, das auch mit Tahin serviert werden kann.
- Kemal Paşa Tatlısı: Ursprünglich aus Bulgarien stammende Teigbällchen mit Joghurt.
- Komposto: Kompott aus getrockneten (z. B. Rosinen, Aprikosen) oder frischen (z. B. Äpfel, Quitten, Sauerkirschen) Früchten.
- Konya Mevlana Şekeri ist eine Süßigkeit aus der Stadt Konya in Form von kleinen Bällchen, die in Konsistenz und Geschmack sehr an Baiser erinnern.
- Künefe: Ein gebackenes Dessert aus dünnen Teigfäden (Kadayıf), mit Schafskäse gefüllt, in Zuckersirup getränkt und mit gehackten Pistazien bestreut. Wird mit Kaymak (Milchrahm) serviert.
- Lokma: Hefeteigbällchen, die in Fett schwimmend ausgebacken und mit Sirup begossen werden.
- Lokum (oft fälschlicherweise als Türkischer Honig bezeichnet): Würfelförmige Häppchen aus Zucker oder Honig und Stärke, mit verschiedenen Zutaten angereichert, beispielsweise Nüssen, Pistazien, Kokosraspeln, Trockenfrüchten, Schokolade oder mit Frucht- oder Rosengeschmack.
- Maraş Dondurması: Eine Eisspezialität, hergestellt aus Ziegen- und Kuhmilch, vorwiegend in den Sorten Vanille und Schokolade aus der Provinz Kahramanmaraş.
- Mesir Macunu (wörtlich Mesir-Paste) ist eine knetartige Süßigkeit.
- Pekmez: Eine regionale Spezialität Kappadokiens, ein Sirup aus eingedicktem Traubensaft.
- Pişmaniye: Eine Spezialität aus İzmit, eine Art zuckriger Helva, haarfeine Zuckerfäden, die entfernt an Zuckerwatte erinnern.
- Revani: Zitronen-Grießkuchen in Zuckersirup.
- Sütlaç: Milchreis, mit teilweise karamellisierter Oberfläche.
- Şambali Tatlısı: Grießkuchen aus İzmir, in Zuckersirup getränkt; u. a. Vanille und Joghurt als Zutat.
- Tavuk Göğsü (wörtlich Hühnchen-Brust) Dessert auf Basis von Hühnerfleisch.
- Tulumba Tatlısı: Spritzkuchen in Zuckersirup.

## Gebäck
- Açma ist ein ringförmiges Gebäck
- Çörek, ist ein rundes Gebäck, das mit oder auch ohne Zucker vorbereitet werden kann.
  - Ay Çöreği ist ein halbmondförmiges Gebäck (ay = Mond) mit verschiedenen Füllungen.
- Poğaça, ist eine Art Stutenbrötchen, das es mit einer Vielzahl an verschiedenen Füllungen von Wurst über Marmelade bis Oliven gibt.

## Getränke

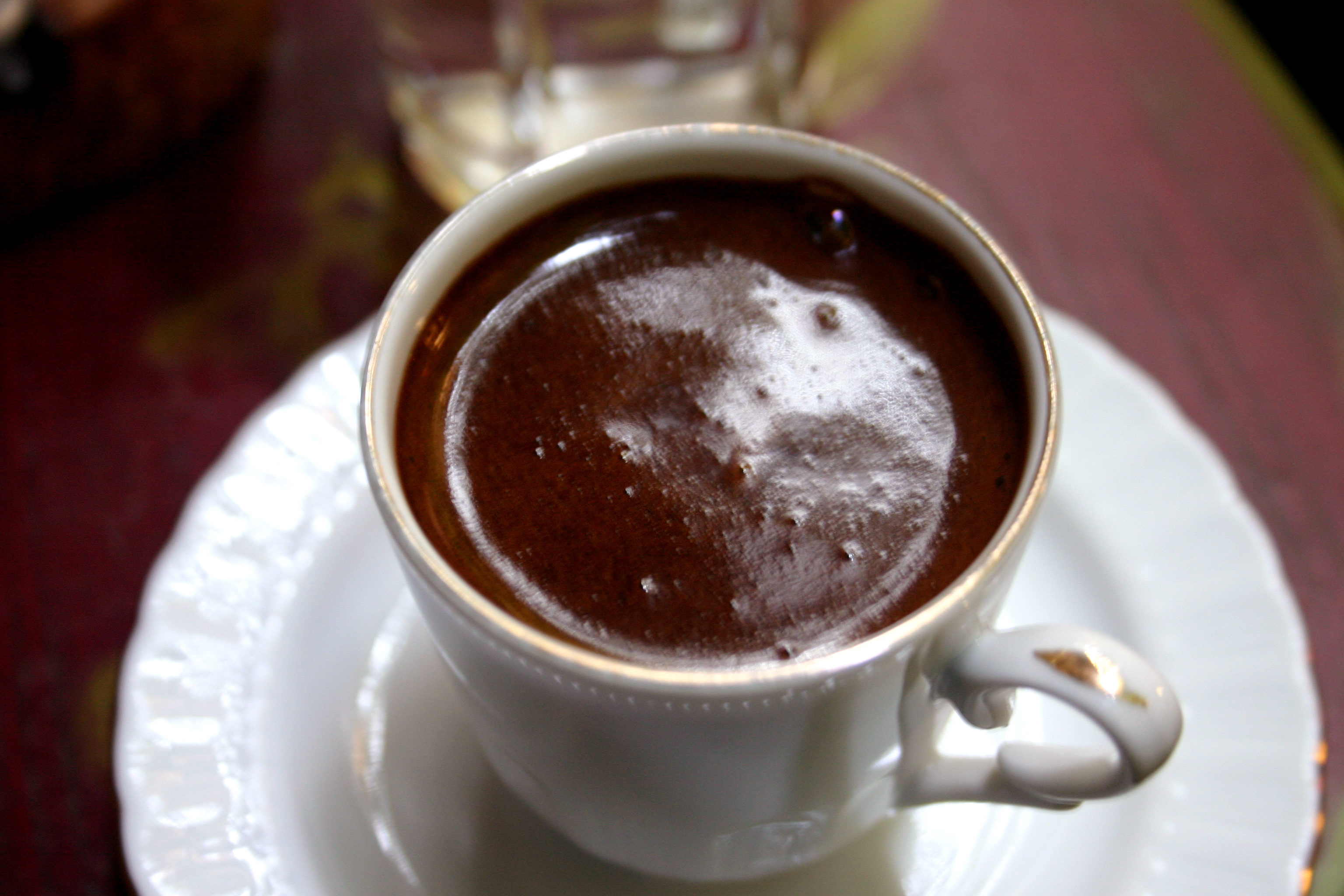
Kahve

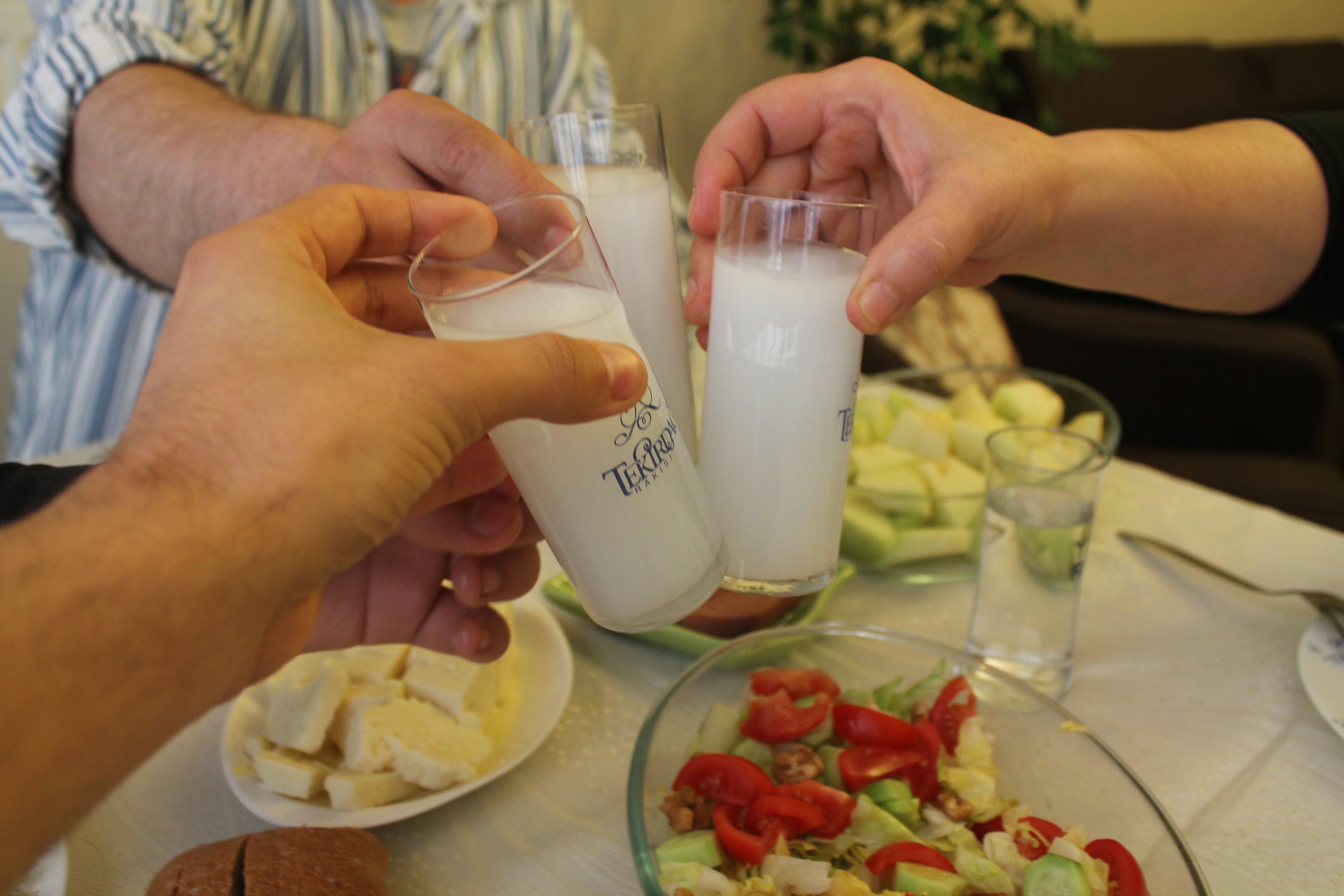
Anstoßen mit Raki über verschiedenen Vorspeisen

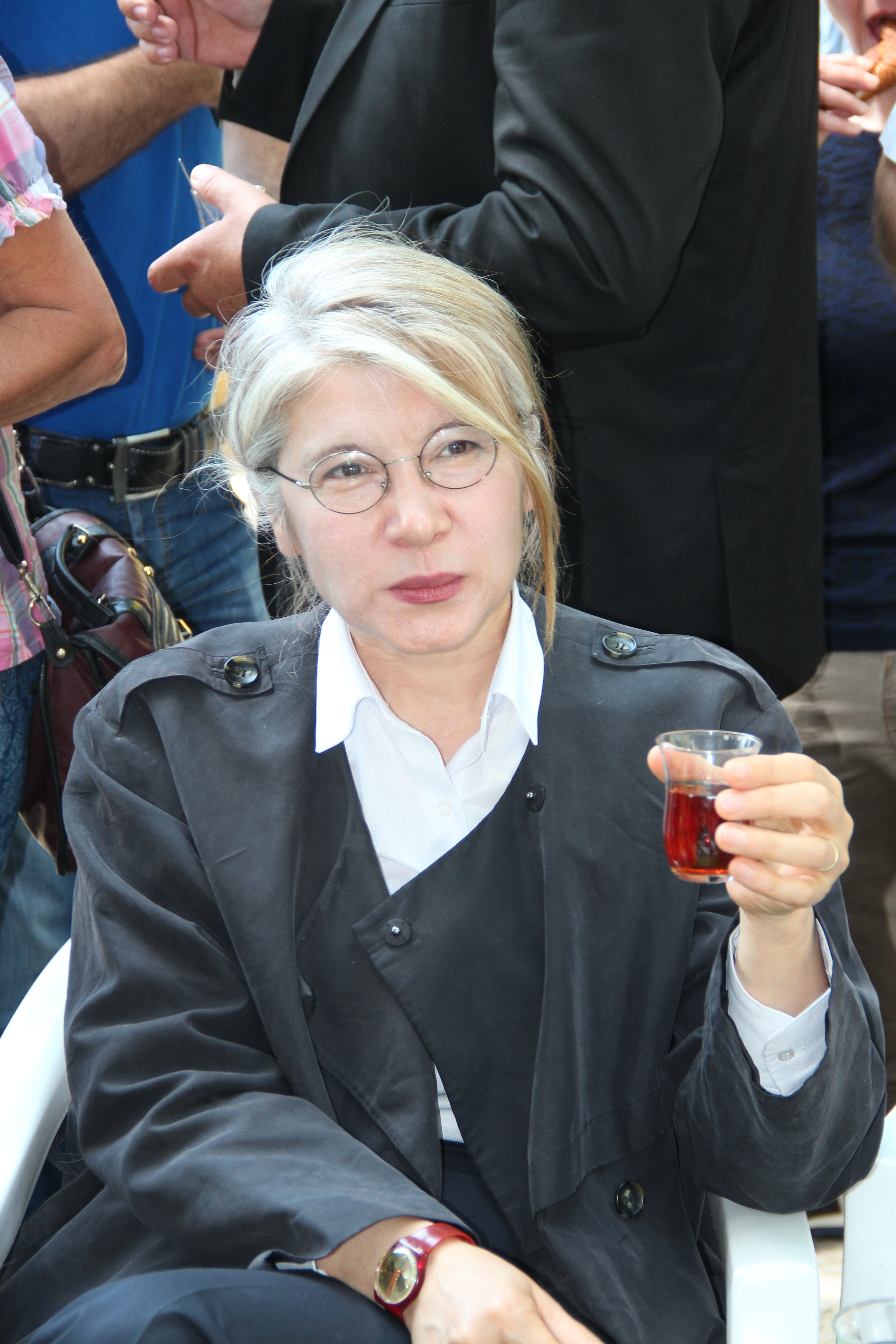
Emine Ülker Tarhan mit einem Çay

- Çay – Tee, genauer der mittlerweile traditionelle türkische Schwarztee. Staatsgründer Atatürk bestärkte Tee als Grundnahrungsmittel durch das sogenannte Teegesetz von 1924. Er wird erst seit dem Jahr 1930 in großen Mengen in der klimatisch geeigneten Schwarzmeerregion angebaut und verzehrt. Der erste Teeanbau in der Region wurde in Georgien begründet, als die Russen so das Tee-Embargo durch die Briten während des Krim-Krieges umgingen.
- Ayran, ein Erfrischungsgetränk auf Joghurt-Basis.
- Kahve: der Kaffee nach türkischer Zubereitung. Zur Zubereitung wird der sehr fein gemahlene Kaffee mit Zucker nach Bedarf und Wasser in einem speziell dafür konzipierten, leicht konischen Kupferkesselchen aufgekocht, dem sogenannten İbrik oder Cezve (siehe Mokka). Da der Zucker schon beim Kochen beigefügt und nicht später eingerührt wird, gibt man bei der Zubereitung an, wie viel er enthalten soll: az şekerli („wenig Zucker“), orta şekerli („mittelsüß“), (çok) şekerli („süß“ bzw. „sehr süß“) oder sade („kein Zucker“).
- Salep: ein heißes Milchgetränk, beliebt in der kalten Jahreszeit.
- Şalgam: ist ein alkoholfreies, säuerliches und scharfes Getränk aus Adana, das vor allem im Süden der Türkei als Begleitung zu Rakı und würzigen Gerichten beliebt ist.
- Gazoz: die Bezeichnung für süße Getränke mit Kohlensäure.
- Limonata: Limonade aus stillem Wasser, Zucker und Zitronensaft.
- Su: das Wasser, meistens Mineralwasser, ist ein sehr beliebtes Getränk, besonders Mineralwasser, die aus Bursa kommen. Türken trinken fast ausschließlich Wasser ohne Kohlensäure. Das in Deutschland übliche, mit Kohlensäure versetzte Mineralwasser ist aber ebenfalls unter dem Namen „Soda“ erhältlich. Es wird aus gesundheitlichen Gründen davon abgeraten, Leitungswasser und Wasser aus Brunnen zu trinken.
- Boza: Leicht vergorenes süßsaures Getreidegetränk (ursprünglich aus Hirse)
- Sübye: Süßes, kaltes Erfrischungsgetränk, welches aus Honigmelonenkernen hergestellt wird und vom Erscheinungsbild an Milch erinnert. Sübye wird hauptsächlich an der Westküste im Sommer konsumiert.
- Şıra: Traubensaft.
- Rakı: Getrunken wird der Anisschnaps mit eiskaltem Wasser verdünnt, wobei das Anis ausfällt und eine milchigweiße Färbung entsteht. Das Getränk wird daher „Löwenmilch“ genannt. Langsam gewinnt auch der Wein wieder an Bedeutung (siehe hierzu Weinbau in der Türkei).
- Bira: das Bier; in den Restaurants werden überwiegend pilsartige Biere serviert. Türkische Biermarken sind Efes, Tabs, Pera, Marmara, Tekel, Tokat und Bey-Bier. Seit dem Jahr 1990 sind zunehmend ausländische Biermarken wie das Tuborg-Bier, Miller, Becks und Löwenbräu erhältlich.
- Şarap: der Wein ist in verschiedenen Preisklassen und Regionen erhältlich. Beliebte Weine kommen aus den Anbaugebieten Ostthrakien, Kappadokien, İzmir und auch Diyarbakır.

## Tafel-Kultur
- Yer Sofrası: Dieser meist runde Bodentisch aus Holz (Sofra = Tisch) ist etwa 20 cm hoch und verschieden im Durchmesser. Er ist die bevorzugte Tafelform für Mahlzeiten im eigenen Haushalt. Im Gegensatz zur mitteleuropäischen Kultur handelt es sich bei dieser Tafel um einen mobilen Tisch, der zur Mahlzeit aufgestellt und hinterher wieder verräumt wird. Oftmals wird er in der Küche an der Wand hängend gelagert. Besonders zu erwähnen ist auch der soziale Hintergrund der Yer Sofrası, denn er wird unter Umständen im Garten aufgestellt, wo man sich mit den Nachbarn zur Zubereitung/Verarbeitung der Speisen und somit zum Nachbarschafts-Gespräch trifft. Meist ist der Tisch zur Zubereitung der Speisen ein anderer als der zum Servieren, obwohl er baugleich ist.
- Sofra Bezi ist das Tischtuch.
- Tepsi ist in diesem Fall das Speisentablett, das mitunter reich verziert sein kann und bei Nichtbenutzung an der Wand hängend gelagert wird.
- Çardak ist eine Plattform aus Holz, die man besonders in den wärmeren Regionen antrifft. In der Mitte steht der Bodentisch umgeben von Kissen. Die Plattform ist überdacht und lädt dazu ein, auch nach dem Essen lange darin zu verweilen.

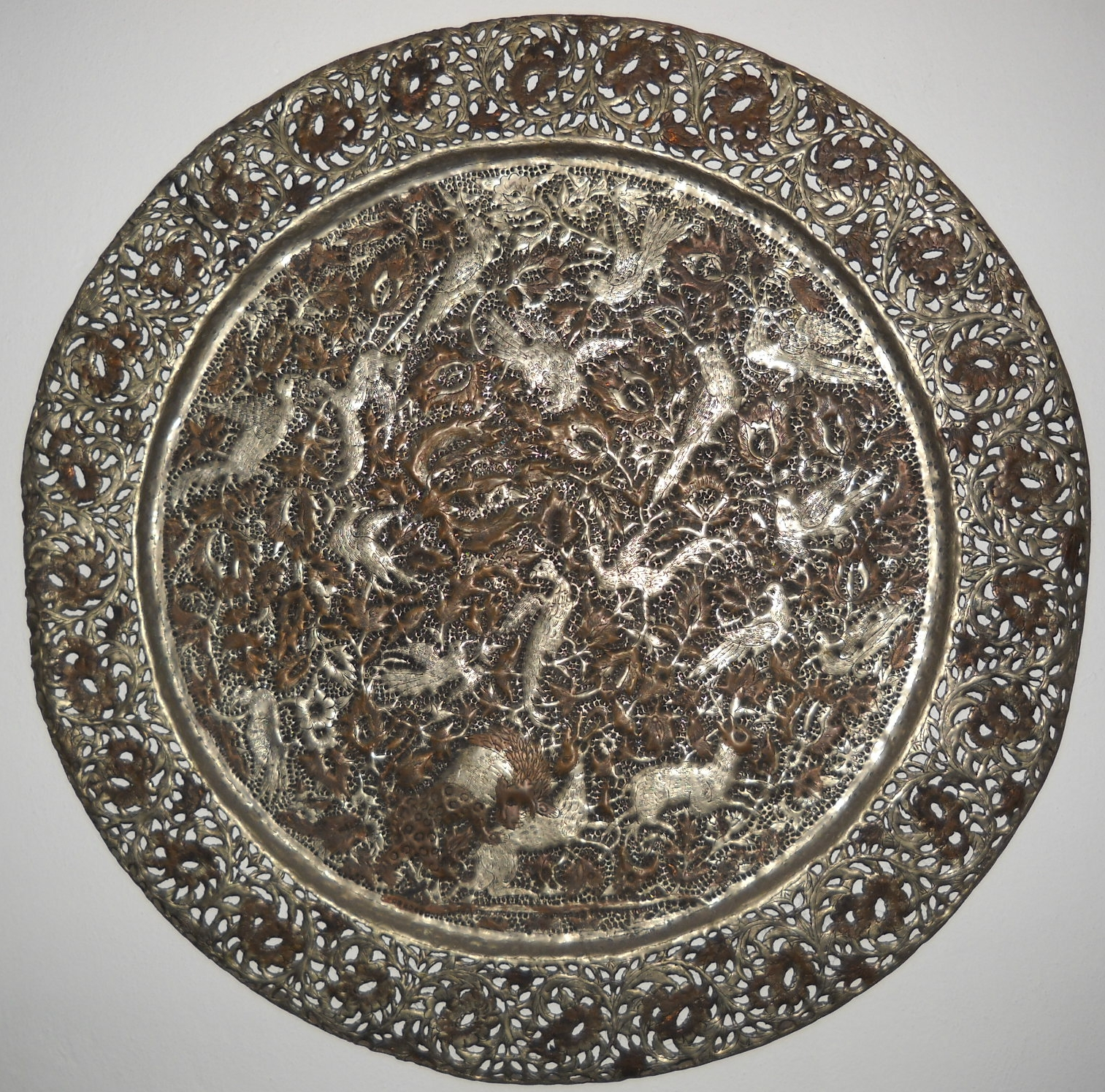
Tepsi aus Sivas

Es gibt verschiedene Möglichkeiten, die Tafel anzurichten:
- Während das Tischtuch auf den Boden gelegt und der Tisch drauf gestellt wird, dient der Raum zwischen Tuch und Tisch als Ablage für das Brot, von dem man sich ständig bedienen kann. Die Speisen werden mit dem großen Tablett zur Tafel gebracht und dort serviert. Die Teilnehmer sitzen auf flachen Kissen um den Tisch;
- oder das Tablett wird direkt auf die Decke gelegt und dient selbst als Tafel;
- oder das Tischtuch wird auf den Tisch gelegt, das Tablett dient dann tatsächlich nur als Transport-Werkzeug.

Traditionell werden die einzelnen Bestandteile auf dem Tisch aufgebaut und jeder kann sich direkt aus den Schalen bedienen, ohne sich sein eigenes Menü auf dem Teller zusammenzustellen. Türkische Tafeln bestechen durch ihre Bescheidenheit und das Fehlen jeglicher Dekoration. Der Schwerpunkt liegt auf der Herrichtung der Speisen. Das Brot wird nicht geschnitten, sondern je nach Bedarf von Hand abgerissen. Oftmals wird es dann in Form eines kleinen Löffels gebogen, so dass man mit ihm den Happen aus dem Topf aufnehmen und samt Brot verzehren kann. Nach der Mahlzeit lädt diese Art der Tafel in höchstem Maße zu langem Verweilen und ausgedehnten Gesprächen ein. In Restaurants und Stadt-Haushalten ist der europäische Tisch bevorzugte Tafelform.
- Rakı Sofrası: Die Rakı-Tafel ist ein traditioneller und auch heute noch sehr beliebter Bestandteil der türkischen Esskultur. In türkischen Tavernen (meyhane) angeboten, beruht sie auf der Abfolge 1. kalter Vorspeisen (soğuk meze), 2. warmer Vorspeisen (sıcak meze), dem Hauptgericht (ana yemek, Fisch oder Fleischgericht) sowie der Nachspeise. Ziel der Rakı-Tafel ist es, einen angenehmen Abend mit Freunden und Bekannten zum Anisschnaps Rakı zu verbringen, der in verträglichen Mengen zu den Speisen genossen wird. Dabei soll der Rakı die Teilnehmer soweit entspannen, dass sie sich angenehm unterhalten, jedoch nicht allzu weinselig werden. Die meist auf einem Tablett präsentierten Vorspeisen werden ausgewählt und auf dem Tisch serviert, wobei sich jeder Gast von ihnen auf den eigenen Teller nimmt. Ebenso verfährt man mit den warmen Vorspeisen. Das Hauptgericht und das Dessert werden dagegen meist individuell gewählt und verspeist. Eine möglichst große Zahl verschiedener Vorspeisen, durch die sämtliche Gäste auf den Geschmack kommen, machen die Rakı-Tafel attraktiv. Durch das Teilen der vielfältigen Speisen und die angeregte Atmosphäre gehört die Rakı-Tafel zu den schönsten kulinarischen Erlebnissen in der Türkei.